# Lista conducătorilor de stat în anul 2025
Lista conducătorilor de stat în anul 2025 se bazează pe Lista statelor lumii și pe Lista de teritorii dependente, așa cum sunt ele cunoscute de la 1 ianuarie pâna la 31 decembrie 2025. 
Lista principală numără, în anul 2025, 193 state membre în cadrul ONU. Listele adiționale conțin:  State independente recunoscute parțial de comunitatea internațională, State independente nerecunoscute, Entități cu statut apropiat de cel de stat, Territorii nesuverane, autonome sau cu administrație specială și Guverne alternative și / sau în exil  .
Șefii executivului statelor suverane sunt în principal șefii de stat și șefii de guvern:
- Un șef de stat este o persoană fizică, uneori  juridică, care reprezintă simbolic continuitatea și legitimitatea statului. Lui îi sunt rezervate în mod tradițional diverse funcții: reprezentarea externă, promulgarea legilor, nominalizarea titularilor unor funcții publice la nivel înalt. În funcție de stat el poate fi cel mai important deținător al puterii executive sau doar să personalizeze puterea supremă exercitată în numele lui de alte personalități politice.

- Un șef de guvern este o persoană fizică care deține primul sau al doilea rol executiv (conform tipului de regim politic) și se află în fruntea guvernului adică a  totalității miniștrilor sau secretarilor de stat însărcinați cu responsabilități executive.

În cazul teritoriilor autonome și a altor colectivități nesuverane, adică dependente de un stat suveran, titlurile șefului executiv local sunt diferite: prefect, bailiff, guvernator, președinte, etc.

## State independente recunoscute cvasigeneral
| Statul                                                                               | Funcția                                                                             | Numele | Începând cu                          |  |
| ------------------------------------------------------------------------------------ | ----------------------------------------------------------------------------------- | --- | ------------------------------------ |  |
| Afganistan (vezi și : §14)                                                           | Conducător al Emiratului                                                            | mullah Hibatullah Akhundzada [ emir (comandant al credincioșilor) al talibanilor ] (șef de stat de facto)                      | 15 august 2021                       |  |
| Afganistan (vezi și : §14)                                                           | Prim-ministru                                                                       | mullah Mohammad Hassan Akhund (interimar)                                                                                      | 7 septembrie 2021                    |  |
| Africa de Sud · (vezi și : §12)                                                      | Președinte al Republicii                                                            | Cyril Ramaphosa | 14 februarie 2018                    |  |
| Albania                                                                              | Președinte al Republicii                                                            | Bajram Begaj | 24 iulie 2022                        |  |
| Albania                                                                              | Prim-ministru                                                                       | Edi Rama | 15 septembrie 2013                   |  |
| Algeria                                                                              | Președinte al Republicii                                                            | Abdelmadjid Tebboune , | 19 decembrie 2019                    |  |
| Algeria                                                                              | Prim-ministru                                                                       | Nadir Larbaoui | 11 noiembrie 2023                    |  |
| Andorra                                                                              | Coprinți episcopali (succesivi)                                                     | Josep-Lluís Serrano Pentinat                                                                                                   | 12 iulie 2024                        |  |
| Andorra                                                                              | Coprinți episcopali (succesivi)                                                     | Joan Enric Vives Sicília | 29 iulie 2001 - 31 mai 2025          |  |
| Andorra                                                                              | Coprinț francez                                                                     | Emmanuel Macron | 14 mai 2017                          |  |
| Andorra                                                                              | Reprezentant personal al coprințului episcopal                                      | Eduard Ibáñez i Pulido | 27 noiembrie 2023                    |  |
| Andorra                                                                              | Reprezentant personal al coprințului francez                                        | Patrice Faure | 6 decembrie 2024                     |  |
| Andorra                                                                              | Șef al guvernului                                                                   | Xavier Espot Zamora | 15 mai 2023                          |  |
| Angola                                                                               | Președinte al Republicii                                                            | João Lourenço | 26 septembrie 2017                   |  |
| Antigua și Barbuda · (vezi și:§12)                                                   | Rege                                                                                | Charles al III-lea | 8 septembrie 2022                    |  |
| Antigua și Barbuda · (vezi și:§12)                                                   | Guvernator general                                                                  | sir Rodney Williams | 14 august 2014                       |  |
| Antigua și Barbuda · (vezi și:§12)                                                   | Prim-ministru                                                                       | Gaston Browne | 13 iunie 2014                        |  |
| Arabia Saudită                                                                       | Rege                                                                                | Salman | 23 ianuarie 2015                     |  |
| Arabia Saudită                                                                       | Prim ministru                                                                       | Mohammad bin Salman Al Saud | 27 septembrie 2022                   |  |
| Argentina · (vezi și: §12)                                                           | Președinte al Națiunii                                                              | Javier Milei | 10 decembrie 2023                    |  |
| Argentina · (vezi și: §12)                                                           | Șef al cabinetului                                                                  | Guillermo Francos | 28 mai 2024                          |  |
| Armenia                                                                              | Președinte al Republicii                                                            | Vahagn Khachaturyan | 13 martie 2022                       |  |
| Armenia                                                                              | Prim-minstru                                                                        | Nikol Pashinyan , | 8 mai 2018                           |  |
| Australia · (vezi și: §5)                                                            | Rege                                                                                | Charles al III-lea | 8 septembrie 2022                    |  |
| Australia · (vezi și: §5)                                                            | Guvernatoare generalǎ                                                               | Sam Mostyn | 1 iulie 2024                         |  |
| Australia · (vezi și: §5)                                                            | Prim-ministru                                                                       | Anthony Albanese | 23 mai 2022                          |  |
| Austria                                                                              | Președinte federal al Republicii                                                    | Alexander Van der Bellen | 26 ianuarie 2017                     |  |
| Austria                                                                              | Cancelari federali (succesivi)                                                      | Christian Stocker | 3 martie 2025                        |  |
| Austria                                                                              | Cancelari federali (succesivi)                                                      | Alexander Schallenberg (interimar)                                                                                             | 10 ianuarie 2025                     |  |
| Austria                                                                              | Cancelari federali (succesivi)                                                      | Karl Nehammer | 6 decembrie 2021                     |  |
| Azerbaidjan · (vezi și: §12 și §14)                                                  | Președinte al Republicii                                                            | Ilham Aliyev , | 15 octombrie 2003                    |  |
| Azerbaidjan · (vezi și: §12 și §14)                                                  | Prim-ministru                                                                       | Ali Asadov | 8 octombrie 2019                     |  |
| Bahamas                                                                              | Rege                                                                                | Charles al III-lea | 8 septembrie 2022                    |  |
| Bahamas                                                                              | Guvernatoare generalǎ                                                               | dame Cynthia A. Pratt | 1 septembrie 2023                    |  |
| Bahamas                                                                              | Prim-ministru                                                                       | Philip Davis | 17 septembrie 2021                   |  |
| Bahrain                                                                              | Rege                                                                                | șeic Hamad bin Isa al Khalifa                                                                                                  | 6 martie 1999                        |  |
| Bahrain                                                                              | Prim-ministru (ministru președinte)                                                 | șeic Salman bin Hamad al Khalifa                                                                                               | 11 noiembrie 2020                    |  |
| Bangladesh                                                                           | Președinte al Republicii                                                            | Mohammed Shahabuddin Chuppu | 24 aprilie 2023                      |  |
| Bangladesh                                                                           | Prim-ministru                                                                       | Muhammad Yunus (consilier șef ) (interimar)                                                                                    | 8 august 2024                        |  |
| Barbados                                                                             | Președintă                                                                          | dame Sandra Mason | 30 noiembrie 2021                    |  |
| Barbados                                                                             | Prim-ministru                                                                       | Mia Mottley | 25 mai 2018                          |  |
| Belarus (vezi și : §14)                                                              | Președinte                                                                          | Aleksandr Lukașenko | 20 iulie 1994                        |  |
| Belarus (vezi și : §14)                                                              | Prim-miniștri (succesivi)                                                           | Aleksandr Turchin | 10 martie 2025                       |  |
| Belarus (vezi și : §14)                                                              | Prim-miniștri (succesivi)                                                           | Roman Golovchenko | 4 iunie 2020                         |  |
| Belgia                                                                               | Rege (al belgienilor)                                                               | Filip | 21 iulie 2013                        |  |
| Belgia                                                                               | Prim-miniștri (succesivi)                                                           | Bart De Wever | 3 februarie 2025                     |  |
| Belgia                                                                               | Prim-miniștri (succesivi)                                                           | Alexander De Croo | 1 octombrie 2020                     |  |
| Belize                                                                               | Rege                                                                                | Charles al III-lea | 8 septembrie 2022                    |  |
| Belize                                                                               | Guvernatoare generalǎ                                                               | dame Froyla Tzalam | 27 mai 2021                          |  |
| Belize                                                                               | Prim-ministru                                                                       | Johnny Briceño | 12 noiembrie 2020                    |  |
| Benin                                                                                | Președinte al Republicii                                                            | Patrice Talon | 6 aprilie 2016                       |  |
| Bhutan                                                                               | Rege                                                                                | Jigme Khesar Namgyel Wangchuck                                                                                                 | 14 decembrie 2006                    |  |
| Bhutan                                                                               | Prim-ministru (lyonchen)                                                            | lyonchhen Tshering Tobgay | 28 ianuarie 2024                     |  |
| Birmania · (Myanmar) · (vezi și : §14)                                               | Președinte al Comisiei pentru Securitate Națională și Pace                          | Min Aung Hlaing , | 31 iulie 2025                        |  |
| Birmania · (Myanmar) · (vezi și : §14)                                               | Președinte al Consiliului Administrativ al Statului                                 | funcție înlocuită | 31 iulie 2025                        |  |
| Birmania · (Myanmar) · (vezi și : §14)                                               | Președinte al Consiliului Administrativ al Statului                                 | Min Aung Hlaing , | 2 februarie 2021                     |  |
| Birmania · (Myanmar) · (vezi și : §14)                                               | Președinți ai Republicii (succesivi)                                                | Min Aung Hlaing , (interimar) (corevendicator ȋncepȃnd cu 22 iulie 2024)                                                       | 22 iulie 2024                        |  |
| Birmania · (Myanmar) · (vezi și : §14)                                               | Președinți ai Republicii (succesivi)                                                | Myint Swe , (interimar) (corevendicator din 16 aprilie 2021 până în 8 august 2025)                                             | 1 februarie 2021 - 8 august 2025     |  |
| Birmania · (Myanmar) · (vezi și : §14)                                               | Prim-miniștri (succesivi)                                                           | Nyo Saw (corevendicator ȋncepȃnd cu 31 iulie 2025)                                                                             | 31 iulie 2025                        |  |
| Birmania · (Myanmar) · (vezi și : §14)                                               | Prim-miniștri (succesivi)                                                           | Min Aung Hlaing , (corevendicator din 1 august 2021 pânâ în 31 iulie 2025)                                                     | 1 august 2021                        |  |
| Bolivia                                                                              | Președinte constituțional al statului plurinațional                                 | Luis Arce | 8 noiembrie 2020                     |  |
| Bosnia și Herzegovina                                                                | Președinți ai Consiliului Prezidențial (succesivi)                                  | Željko Komšić | 16 iulie 2025                        |  |
| Bosnia și Herzegovina                                                                | Președinți ai Consiliului Prezidențial (succesivi)                                  | Željka Cvijanović | 16 noiembrie 2024                    |  |
| Bosnia și Herzegovina                                                                | Președintâ a Consiliului de Miniștri                                                | Borjana Krišto | 25 ianuarie 2023                     |  |
| Bosnia și Herzegovina                                                                | Înalt reprezentant internațional                                                    | Christian Schmidt (Germania)                                                                                                   | 1 august 2021                        |  |
| Botswana                                                                             | Președinte al Republicii                                                            | Duma Boko | 1 noiembrie 2024                     |  |
| Brazilia · (vezi și : §12)                                                           | Președinte al Republicii federale                                                   | Luiz Inácio Lula da Silva | 1 ianuarie 2023                      |  |
| Brunei                                                                               | Sultan [și suveran (Yang Di Pertuan)]                                               | sir Hassanal Bolkiah | 5 octombrie 1967                     |  |
| Brunei                                                                               | Prim-ministru                                                                       | sir Hassanal Bolkiah | 1 ianuarie 1984                      |  |
| Bulgaria                                                                             | Președinte al Republicii                                                            | Rumen Radev | 22 ianuarie 2017                     |  |
| Bulgaria                                                                             | Prim-miniștri (miniștri președinți) (succesivi)                                     | Rosen Zhelyazkov | 16 ianuarie 2025                     |  |
| Bulgaria                                                                             | Prim-miniștri (miniștri președinți) (succesivi)                                     | Dimitar Glavchev (interimar)                                                                                                   | 9 aprilie 2024                       |  |
| Burkina Faso                                                                         | Președinte al Mișcării Patriotice pentru Salvare și Restaurare                      | Ibrahim Traoré , | 30 septembrie 2022                   |  |
| Burkina Faso                                                                         | Președinte al Faso (Republicii)                                                     | Ibrahim Traoré , (de tranziție)                                                                                                | 5 octombrie 2022                     |  |
| Burkina Faso                                                                         | Prim-ministru                                                                       | Jean Emmanuel Ouédraogo (de tranziție)                                                                                         | 9 decembrie 2024                     |  |
| Burundi                                                                              | Președinte al Republicii                                                            | Évariste Ndayishimiye | 18 iunie 2020                        |  |
| Burundi                                                                              | Prim-miniștri (succesivi)                                                           | Nestor Ntahontuye | 5 august 2025                        |  |
| Burundi                                                                              | Prim-miniștri (succesivi)                                                           | Gervais Ndirakobuca | 7 septembrie 2022                    |  |
| Cambodgia                                                                            | Rege                                                                                | Norodom Sihamoni | 29 octombrie 2004                    |  |
| Cambodgia                                                                            | Prim-ministru                                                                       | samdech Hun Manet | 22 august 2023                       |  |
| Camerun                                                                              | Președinte al Republicii                                                            | Paul Biya | 6 noiembrie 1982                     |  |
| Camerun                                                                              | Prim-ministru                                                                       | Joseph Dion Ngute | 4 ianuarie 2019                      |  |
| Canada                                                                               | Rege                                                                                | Charles al III-lea | 8 septembrie 2022                    |  |
| Canada                                                                               | Guvernatoare generalǎ                                                               | Mary Simon | 26 iulie 2021                        |  |
| Canada                                                                               | Prim-miniștri (succesivi)                                                           | Mark Carney | 14 martie 2025                       |  |
| Canada                                                                               | Prim-miniștri (succesivi)                                                           | Justin Trudeau | 4 noiembrie 2015                     |  |
| Capul Verde · (Cabo Verde)                                                           | Președinte al Republicii                                                            | José Maria Neves | 6 noiembrie 2021                     |  |
| Capul Verde · (Cabo Verde)                                                           | Prim-ministru                                                                       | Ulisses Correia e Silva | 22 aprilie 2016                      |  |
| Cehia                                                                                | Președinte al Republicii                                                            | Petr Pavel | 9 martie 2023                        |  |
| Cehia                                                                                | Prim-ministru (președinte al Guvernului)                                            | Petr Fiala | 17 decembrie 2021                    |  |
| Centrafricană, Republica                                                             | Președinte al Republicii                                                            | Faustin-Archange Touadéra | 30 martie 2016                       |  |
| Centrafricană, Republica                                                             | Prim-ministru                                                                       | Félix Moloua | 9 februarie 2022                     |  |
| Chile · (vezi și : §12)                                                              | Președinte al Republicii                                                            | Gabriel Boric | 11 martie 2022                       |  |
| China , (vezi și : §2, §12 și §14)                                                   | Secretar general al Partidului Comunist Chinez                                      | Xi Jinping | 15 noiembrie 2012                    |  |
| China , (vezi și : §2, §12 și §14)                                                   | Președinte al Republicii                                                            | Xi Jinping | 14 martie 2013                       |  |
| China , (vezi și : §2, §12 și §14)                                                   | Premier al Consiliului de stat                                                      | Li Qiang | 11 martie 2023                       |  |
| Ciad                                                                                 | Președinte al Republicii                                                            | Mahamat Déby Itno , | 21 aprilie 2021                      |  |
| Ciad                                                                                 | Prim-ministru                                                                       | Allamaye Halina | 24 mai 2024                          |  |
| Cipru · (vezi și : §2)                                                               | Președinte al Republicii                                                            | Nikos Christodoulides | 28 februarie 2023                    |  |
| Coasta de Fildeș (Côte d'Ivoire)                                                     | Președinte al Republicii                                                            | Alassane Ouattara , | 4 decembrie 2010                     |  |
| Coasta de Fildeș (Côte d'Ivoire)                                                     | Prim-ministru                                                                       | Robert Beugré Mambé | 17 octombrie 2023                    |  |
| Columbia · (vezi și: §12)                                                            | Președinte al Republicii                                                            | Gustavo Petro | 7 august 2022                        |  |
| Comore                                                                               | Președinte al Uniunii                                                               | Azali Assoumani , | 26 mai 2016                          |  |
| Congo, Republica                                                                     | Președinte al Republicii                                                            | Denis Sassou-Nguesso , | 25 octombrie 1997                    |  |
| Congo, Republica                                                                     | Prim-ministru                                                                       | Anatole Collinet Makosso | 18 mai 2021                          |  |
| Congo, Republica Democrată ,                                                         | Președinte al Republicii                                                            | Félix Tshisekedi | 24 ianuarie 2019                     |  |
| Congo, Republica Democrată ,                                                         | Prim-ministru                                                                       | Judith Suminwa | 12 iunie 2024                        |  |
| Coreea, Republica ,                                                                  | Președinți ai Republicii (succesivi)                                                | Lee Jae-myung | 4 iunie 2025                         |  |
| Coreea, Republica ,                                                                  | Președinți ai Republicii (succesivi)                                                | Lee Ju-ho (interimar) | 2 mai 2025                           |  |
| Coreea, Republica ,                                                                  | Președinți ai Republicii (succesivi)                                                | Han Duck-soo , (interimar) | 24 martie 2025                       |  |
| Coreea, Republica ,                                                                  | Președinți ai Republicii (succesivi)                                                | Choi Sang-mok , (interimar) | 27 decembrie 2024 - 24 martie 2025   |  |
| Coreea, Republica ,                                                                  | Președinți ai Republicii (succesivi)                                                | Yoon Suk-yeol , | 10 mai 2022 - 4 aprilie 2025         |  |
| Coreea, Republica ,                                                                  | Prim-miniștri (succesivi)                                                           | Kim Min-seok | 3 iulie 2025                         |  |
| Coreea, Republica ,                                                                  | Prim-miniștri (succesivi)                                                           | Lee Ju-ho . (interimar) | 2 mai 2025                           |  |
| Coreea, Republica ,                                                                  | Prim-miniștri (succesivi)                                                           | Choi Sang-mok . (interimar) | 27 decembrie 2024 - 24 martie 2025   |  |
| Coreea, Republica ,                                                                  | Prim-miniștri (succesivi)                                                           | Han Duck-soo , . | 21 mai 2022                          |  |
| Coreeană, R.P.D. ,                                                                   | Lider suprem                                                                        | Kim Jong-un , | 29 decembrie 2011                    |  |
| Coreeană, R.P.D. ,                                                                   | Secretar general al Partidului Muncii din Coreea                                    | Kim Jong-un , | 10 ianuarie 2021                     |  |
| Coreeană, R.P.D. ,                                                                   | Președinte al Afacerilor de Stat ,                                                  | Kim Jong-un , . | februarie 2021                       |  |
| Coreeană, R.P.D. ,                                                                   | Președinte al Comitetului Permanent al Adunării Populare Supreme ,                  | Choe Ryong-hae | februarie 2021                       |  |
| Coreeană, R.P.D. ,                                                                   | Premier al Cabinetului                                                              | Pak Thae-song | 29 decembrie 2024                    |  |
| Costa Rica                                                                           | Președinte al Republicii                                                            | Rodrigo Chaves Robles | 8 mai 2022                           |  |
| Croația                                                                              | Președinte al Republicii                                                            | Zoran Milanović | 18 februarie 2020                    |  |
| Croația                                                                              | Prim-ministru (președinte al Guvernului)                                            | Andrej Plenković | 19 octombrie 2016                    |  |
| Cuba                                                                                 | Prim secretar al Partidului Comunist Cubanez                                        | Miguel Díaz-Canel | 19 aprilie 2021                      |  |
| Cuba                                                                                 | Președinte al Republicii                                                            | Miguel Díaz-Canel , | 10 octombrie 2019                    |  |
| Cuba                                                                                 | Prim-ministru                                                                       | Manuel Marrero Cruz | 21 decembrie 2019                    |  |
| Danemarca · (vezi și : §12)                                                          | Rege                                                                                | Frederic al X-lea | 14 ianuarie 2024                     |  |
| Danemarca · (vezi și : §12)                                                          | Prim-ministru (ministru de stat)                                                    | Mette Frederiksen | 27 iunie 2019                        |  |
| Djibouti                                                                             | Președinte al Republicii                                                            | Ismail Omar Guelleh | 8 mai 1999                           |  |
| Djibouti                                                                             | Prim-ministru                                                                       | Abdoulkader Kamil Mohamed | 1 aprilie 2013                       |  |
| Dominica                                                                             | Președintǎ a Commonwealth-ului                                                      | Sylvanie Burton | 2 octombrie 2023                     |  |
| Dominica                                                                             | Prim-ministru                                                                       | Roosevelt Skerrit | 8 ianuarie 2004                      |  |
| Dominicană, Republica                                                                | Președinte al Republicii                                                            | Luis Abinader | 16 august 2020                       |  |
| Ecuador · (vezi și : §12)                                                            | Președinte constituțional al Republicii                                             | Daniel Noboa | 23 noiembrie 2023                    |  |
| Egipt                                                                                | Președinte al Republicii                                                            | Abdel Fattah el-Sisi | 8 iulie 2014                         |  |
| Egipt                                                                                | Prim-ministru (președinte al Consiliului de Miniștri)                               | Moustafa Madbouly , | 7 iunie 2018                         |  |
| El Salvador                                                                          | Președinte al Republicii                                                            | Nayib Bukele | 1 iunie 2019                         |  |
| Elveția                                                                              | Președintă a Confederației                                                          | Karin Keller-Sutter | 1 ianuarie 2025                      |  |
| Emiratele Arabe Unite                                                                | Președinte                                                                          | șeic Mohammed bin Zayed al Nahyan                                                                                              | 14 mai 2022                          |  |
| Emiratele Arabe Unite                                                                | Prim-ministru (președinte al Consiliului de Miniștri)                               | șeic Mohammed ben Rachid Al Maktoum ,                                                                                          | 5 ianuarie 2006                      |  |
| Eritreea                                                                             | Președinte al Statului                                                              | Issayas Afeworki | 24 mai 1993                          |  |
| Estonia · (vezi și : §14)                                                            | Președinte al Republicii                                                            | Alar Karis | 11 octombrie 2021                    |  |
| Estonia · (vezi și : §14)                                                            | Prim-ministru (ministru șef)                                                        | Kristen Michal | 23 iulie 2024                        |  |
| Eswatini                                                                             | Șef al statului [rege (iNgwenyama)]                                                 | Mswati al III-lea | 25 aprilie 1986                      |  |
| Eswatini                                                                             | Prim-ministru (Ndvunankhulu)                                                        | Russell Dlamini | 6 noiembrie 2023                     |  |
| Etiopia                                                                              | Președinte al Republicii                                                            | Taye Atskeselassie | 7 octombrie 2024                     |  |
| Etiopia                                                                              | Prim-ministru                                                                       | Abiy Ahmed Ali | 2 aprilie 2018                       |  |
| Fiji                                                                                 | Președinte al Republicii                                                            | ratu Naiqama Lalabalavu | 12 noiembrie 2024                    |  |
| Fiji                                                                                 | Prim-ministru                                                                       | Sitiveni Rabuka | 24 decembrie 2022                    |  |
| Filipine · (vezi și : §12)                                                           | Președinte al Republicii                                                            | Bongbong Marcos | 30 iunie 2022                        |  |
| Finlanda · (vezi și : §12)                                                           | Președinte al Republicii                                                            | Alexander Stubb | 1 martie 2024                        |  |
| Finlanda · (vezi și : §12)                                                           | Prim-ministru (ministru șef)                                                        | Petteri Orpo | 20 iunie 2023                        |  |
| Franța · (vezi și : §7)                                                              | Președinte al Republicii                                                            | Emmanuel Macron | 14 mai 2017                          |  |
| Franța · (vezi și : §7)                                                              | Prim-ministru                                                                       | François Bayrou | 13 decembrie 2024                    |  |
| Gabon                                                                                | Președinte al Comitetului de Tranziție și de Restaurare a Instituțiilor             | funcție desființată | 3 mai 2025                           |  |
| Gabon                                                                                | Președinte al Comitetului de Tranziție și de Restaurare a Instituțiilor             | Brice Clotaire Oligui Nguema                                                                                                   | 30 august 2023                       |  |
| Gabon                                                                                | Președinte al Republicii                                                            | Brice Clotaire Oligui Nguema ,                                                                                                 | 4 septembrie 2023                    |  |
| Gabon                                                                                | Prim-ministru                                                                       | funcție desființată | 4 mai 2025                           |  |
| Gabon                                                                                | Prim-ministru                                                                       | Raymond Ndong Sima (interimar)                                                                                                 | 8 septembrie 2023                    |  |
| Gambia                                                                               | Președinte al Republicii                                                            | Adama Barrow , | 19 ianuarie 2017                     |  |
| Georgia · (vezi și : §2, §12 și §14)                                                 | Președinte                                                                          | Mikheil Kavelashvili | 29 decembrie 2024                    |  |
| Georgia · (vezi și : §2, §12 și §14)                                                 | Prim-ministru                                                                       | Irakli Kobakhidze | 8 februarie 2024                     |  |
| Germania                                                                             | Președinte federal                                                                  | Frank-Walter Steinmeier | 19 martie 2017                       |  |
| Germania                                                                             | Cancelari federali (succesivi)                                                      | Friedrich Merz | 6 mai 2025                           |  |
| Germania                                                                             | Cancelari federali (succesivi)                                                      | Olaf Scholz | 8 decembrie 2021                     |  |
| Ghana                                                                                | Președinți ai Republicii (succesivi)                                                | John Mahama | 7 ianuarue 2025                      |  |
| Ghana                                                                                | Președinți ai Republicii (succesivi)                                                | Nana Akufo-Addo | 7 ianuarue 2017                      |  |
| Grecia · (vezi și : §12)                                                             | Președinți ai Republicii (succesivi)                                                | Konstantinos Tasoulas | 13 martie 2025                       |  |
| Grecia · (vezi și : §12)                                                             | Președinți ai Republicii (succesivi)                                                | Ekaterini Sakellaropoulou | 13 martie 2020                       |  |
| Grecia · (vezi și : §12)                                                             | Prim-ministru                                                                       | Kyriakos Mitsotakis , | 26 iunie 2023                        |  |
| Grenada · (vezi și : §12)                                                            | Rege                                                                                | Charles al III-lea | 8 septembrie 2022                    |  |
| Grenada · (vezi și : §12)                                                            | Guvernatoare generală                                                               | dame Cécile La Grenade | 7 aprilie 2013                       |  |
| Grenada · (vezi și : §12)                                                            | Prim ministru                                                                       | Dickon Mitchell | 24 iunie 2022                        |  |
| Guatemala                                                                            | Președinte al Republicii                                                            | Bernardo Arévalo | 15 ianuarie 2024                     |  |
| Guineea                                                                              | Președinte al Comitetului Național pentru Reconciliere și Dezvoltare                | Mamady Doumbouya | 5 septembrie 2021                    |  |
| Guineea                                                                              | Președinte al Republicii                                                            | Mamady Doumbouya , (interimar)                                                                                                 | 17 septembrie 2021                   |  |
| Guineea                                                                              | Prim-ministru                                                                       | Bah Oury | 29 februarie 2024                    |  |
| Guineea-Bissau                                                                       | Președinte al Republicii                                                            | Umaro Sissoco Embaló , | 27 februarie 2020                    |  |
| Guineea-Bissau                                                                       | Prim-miniștri (succesivi)                                                           | Braima Camará | 8 august 2025                        |  |
| Guineea-Bissau                                                                       | Prim-miniștri (succesivi)                                                           | Rui Duarte de Barros | 20 decembrie 2023                    |  |
| Guineea Ecuatorială                                                                  | Președinte al Republicii                                                            | Teodoro Obiang Nguema Mbasogo ,                                                                                                | 3 august 1979                        |  |
| Guineea Ecuatorială                                                                  | Prim-ministru                                                                       | Manuel Osa Nsue Nsua | 16 august 2024                       |  |
| Guyana                                                                               | Președinte al Republicii                                                            | Irfaan Ali | 2 august 2020                        |  |
| Guyana                                                                               | Prim-ministru                                                                       | Mark Phillips | 2 august 2020                        |  |
| Haiti                                                                                | Președinți ai Consiliului Prezidențial de Tranziție (succesivi)                     | Laurent Saint-Cyr | 8 august 2025                        |  |
| Haiti                                                                                | Președinți ai Consiliului Prezidențial de Tranziție (succesivi)                     | Fritz Jean | 7 martie 2025                        |  |
| Haiti                                                                                | Președinți ai Consiliului Prezidențial de Tranziție (succesivi)                     | Leslie Voltaire | 7 octombrie 2024                     |  |
| Haiti                                                                                | Prim-ministru                                                                       | Alix Didier Fils-Aimé | 11 noiembrie 2024                    |  |
| Honduras                                                                             | Președintǎ a Republicii                                                             | Xiomara Castro | 27 ianuarie 2022                     |  |
| India · (vezi și : §2)                                                               | Președintǎ a Republicii                                                             | Droupadi Murmu | 25 iulie 2022                        |  |
| India · (vezi și : §2)                                                               | Prim-ministru                                                                       | Narendra Modi | 26 mai 2014                          |  |
| Indonezia · (vezi și : §2)                                                           | Președinte al Republicii                                                            | Prabowo Subianto | 20 octombrie 2024                    |  |
| Iordania                                                                             | Rege                                                                                | Abdullah al II-lea | 7 februarie 1999                     |  |
| Iordania                                                                             | Prim-ministru (ministru președinte)                                                 | Jafar Hassan | 18 srptembrie 2024                   |  |
| Irak · (vezi și : §12)                                                               | Președinte al Republicii                                                            | Abdul Latif Rașid | 13 octombrie 2022                    |  |
| Irak · (vezi și : §12)                                                               | Prim-ministru (ministru președinte)                                                 | Mohammed Șia al-Sudani | 27 octombrie 2022                    |  |
| Iran                                                                                 | Lider suprem                                                                        | ayatollah Ali Khamenei | 4 iunie 1989                         |  |
| Iran                                                                                 | Președinte al Republicii                                                            | Masoud Pezeshkian | 28 iulie 2024                        |  |
| Irlanda                                                                              | Președinte                                                                          | Michael D. Higgins | 11 noiembrie 2011                    |  |
| Irlanda                                                                              | Prim-miniștri (Taoisigh) (succesivi)                                                | Micheál Martin | 23 ianuarie 2025                     |  |
| Irlanda                                                                              | Prim-miniștri (Taoisigh) (succesivi)                                                | Simon Harris | 9 aprilie 2024                       |  |
| Islanda                                                                              | Președintǎ                                                                          | Halla Tómasdóttir | 1 august 2024                        |  |
| Islanda                                                                              | Prim-ministru (ministru președinte)                                                 | Kristrún Frostadóttir | 21 decembrie 2024                    |  |
| Israel · (vezi și : §2)                                                              | Președinte al Statului                                                              | Itzhak Herzog | 7 iulie 2021                         |  |
| Israel · (vezi și : §2)                                                              | Prim-ministru (șef al guvernului)                                                   | Benjamin Netanyahu | 26 decembrie 2022                    |  |
| Italia                                                                               | Președinte al Republicii                                                            | Sergio Mattarella | 3 februarie 2015                     |  |
| Italia                                                                               | Președintǎ a Consiliului de Miniștri                                                | Giorgia Meloni | 22 octombrie 2022                    |  |
| Jamaica                                                                              | Rege                                                                                | Charles al III-lea | 8 septembrie 2022                    |  |
| Jamaica                                                                              | Guvernator general                                                                  | sir Patrick Allen | 26 februarie 2009                    |  |
| Jamaica                                                                              | Prim-ministru                                                                       | Andrew Holness | 3 martie 2016                        |  |
| Japonia                                                                              | Împărat                                                                             | Naruhito | 1 mai 2019                           |  |
| Japonia                                                                              | Prim-ministru                                                                       | Shigeru Ishiba | 1 octombrie 2024                     |  |
| Kazahstan                                                                            | Președinte al Republicii                                                            | Kassym-Jomart Tokayev | 20 martie 2019                       |  |
| Kazahstan                                                                            | Prim-ministru                                                                       | Oljas Bektenov | 6 februarie 2024                     |  |
| Kârgâzstan                                                                           | Președinte al Republicii                                                            | Sadâr Japarov | 27 ianuarie 2021                     |  |
| Kârgâzstan                                                                           | Președinte al Cabinetului de miniștri                                               | Adîlbek Kasîmaliev | 16 decembrie 2024                    |  |
| Kenya                                                                                | Președinte al Republicii                                                            | William Ruto | 13 septembrie 2022                   |  |
| Kenya                                                                                | Prim secretar al Cabinetului                                                        | Musalia Mudavadi | 27 octombrie 2022                    |  |
| Kiribati                                                                             | Președinte al Republicii                                                            | Taneti Maamau | 11 martie 2016                       |  |
| Kuweit                                                                               | Emir                                                                                | șeic Mishal Al-Ahmad Al-Jaber Al-Sabah                                                                                         | 16 decembrie 2023                    |  |
| Kuweit                                                                               | Prim-ministru (ministru președinre)                                                 | șeic Ahmad Al-Abdullah Al-Sabah                                                                                                | 15 mai 2024                          |  |
| Laos                                                                                 | Secretar general al Partidului Popular Revoluționar Laoțian                         | Thongloun Sisoulith | 15 ianuarie 2021                     |  |
| Laos                                                                                 | Președinte al Republicii                                                            | Thongloun Sisoulith , | 22 martie 2021                       |  |
| Laos                                                                                 | Prim-ministru                                                                       | Sonexay Siphandone | 30 decembrie 2022                    |  |
| Lesotho                                                                              | Rege (Marena)                                                                       | Letsie al III-lea | 7 februarie 1996                     |  |
| Lesotho                                                                              | Prim-ministru (Tona-Kholo)                                                          | Sam Matekane | 20 octombrie 2022                    |  |
| Letonia                                                                              | Președinte al Republicii                                                            | Edgars Rinkēvičs | 8 iulie 2023                         |  |
| Letonia                                                                              | Prim-ministru (ministru președinte)                                                 | Evika Siliņa | 15 septembrie 2023                   |  |
| Liban                                                                                | Președinți ai Republicii (succesivi)                                                | Joseph Aoun | 8 ianuarie 2025                      |  |
| Liban                                                                                | Președinți ai Republicii (succesivi)                                                | Najib Mikati , (interimar) | 31 octombrie 2022                    |  |
| Liban                                                                                | PreședințI aI Consiliului de Miniștri (succesivi)                                   | Nawaf Salam | 8 februarie 2025                     |  |
| Liban                                                                                | PreședințI aI Consiliului de Miniștri (succesivi)                                   | Najib Mikati , (interimar) | 10 septembrie 2021                   |  |
| Liberia                                                                              | Președinte al Republicii                                                            | Joseph Boakai | 22 ianuarie 2024                     |  |
| Libia · (vezi și : §14)                                                              | Președinte al Consiliului Prezidențial                                              | Mohammed Al-Menfi | 10 martie 2021                       |  |
| Libia · (vezi și : §14)                                                              | Prim-ministru (ministru președinte)                                                 | Abdul Hamid Dbeibeh (Guvernul de Unitate Națională)                                                                            | 15 martie 2021                       |  |
| Liechtenstein                                                                        | Prinți suzerani                                                                     | Alois (regent) | 15 august 2004                       |  |
| Liechtenstein                                                                        | Prinți suzerani                                                                     | Hans Adam al II-lea . (prinț suzeran)                                                                                          | 13 noiembrie 1989                    |  |
| Liechtenstein                                                                        | Șefi ai guvernului (succesivi)                                                      | Brigitte Haas | 10 aprilie 2025                      |  |
| Liechtenstein                                                                        | Șefi ai guvernului (succesivi)                                                      | Daniel Risch | 25 martie 2021                       |  |
| Lituania                                                                             | Președinte al Republicii                                                            | Gitanas Nausėda | 12 iulie 2019                        |  |
| Lituania                                                                             | Prim-miniștri (miniștri președinți) (succesivi)                                     | Rimantas Šadžius (interimar)                                                                                                   | 4 august 2025                        |  |
| Lituania                                                                             | Prim-miniștri (miniștri președinți) (succesivi)                                     | Gintautas Paluckas | 21 noiembrie 2024                    |  |
| Luxemburg                                                                            | Mari duci                                                                           | Guillaume [regent (locotenent-reprezentant al marelui duce)]                                                                   | 8 octombrie 2024                     |  |
| Luxemburg                                                                            | Mari duci                                                                           | Henric , (mare duce) | 7 octombrie 2000                     |  |
| Luxemburg                                                                            | Prim-ministru                                                                       | Luc Frieden | 17 noiembrie 2023                    |  |
| Macedonia de Nord                                                                    | Președintă a Republicii                                                             | Gordana Siljanovska-Davkova | 12 mai 2024                          |  |
| Macedonia de Nord                                                                    | Prim-ministru (președinte al guvernului)                                            | Hristijan Mickoski | 23 iunie 2024                        |  |
| Madagascar                                                                           | Președinte al Republicii                                                            | Andry Rajoelina | 16 decembrie 2023                    |  |
| Madagascar                                                                           | Prim-ministru                                                                       | Christian Ntsay | 6 iunie 2018                         |  |
| Malaezia                                                                             | Șef de stat (Yang di-Pertuan Agong)                                                 | Ibrahim Iskandar | 31 ianuarie 2024                     |  |
| Malaezia                                                                             | Prim-ministru                                                                       | dato' seri Anwar Ibrahim | 24 noiembrie 2022                    |  |
| Malawi                                                                               | Președinte al Republicii                                                            | Lazarus Chakwera | 28 iunie 2020                        |  |
| Maldive                                                                              | Președinte al Republicii                                                            | Mohamed Muizzu | 17 noiembrie 2023                    |  |
| Mali                                                                                 | Președinte al Republicii                                                            | Assimi Goïta , (de tranziție)                                                                                                  | 25 mai 2021                          |  |
| Mali                                                                                 | Prim-ministru (ministru șef)                                                        | Abdoulaye Maïga (de tranziție)                                                                                                 | 22 noiembrie 2024                    |  |
| Malta                                                                                | Președintǎ a Republicii                                                             | Myriam Spiteri Debono | 4 aprilie 2024                       |  |
| Malta                                                                                | Prim-ministru                                                                       | Robert Abela | 13 ianuarie 2020                     |  |
| Maroc · (vezi și : §2)                                                               | Rege                                                                                | Mohammed al VI-lea | 23 iulie 1999                        |  |
| Maroc · (vezi și : §2)                                                               | Șef al guvernului                                                                   | Aziz Akhannouch | 7 octombrie 2021                     |  |
| Marshall, Insulele                                                                   | Președinte al Republicii                                                            | Hilda Heine | 3 ianuarie 2024                      |  |
| Mauritania                                                                           | Președinte al Republicii                                                            | Mohamed Ould Ghazouani | 1 august 2019                        |  |
| Mauritania                                                                           | Prim-ministru                                                                       | Mokhtar Ould Djay | 5 august 2024                        |  |
| Mauritius · (vezi și : §12)                                                          | Președinte al Republicii                                                            | Dharam Gokhool | 7 decembrie 2024                     |  |
| Mauritius · (vezi și : §12)                                                          | Prim-ministru                                                                       | Navin Ramgoolam , | 13 noiembrie 2024                    |  |
| Mexic                                                                                | Președintǎ a Statelor Unite Mexicane                                                | Claudia Sheinbaum | 1 octombrie 2024                     |  |
| Micronezia                                                                           | Președinte al Republicii (și șef al Guvernului)                                     | Wesley Simina | 11 mai 2023                          |  |
| Moldova, Republica (vezi și: §3 și §12)                                              | Președintǎ a Republicii                                                             | Maia Sandu | 24 decembrie 2020                    |  |
| Moldova, Republica (vezi și: §3 și §12)                                              | Prim-ministru                                                                       | Dorin Recean | 16 februarie 2023                    |  |
| Monaco                                                                               | Prinț suzeran                                                                       | Albert al II-lea | 6 aprilie 2005                       |  |
| Monaco                                                                               | Miniștri de stat (prim-miniștri) (succesivi)                                        | Christophe Mirmand | 21 iulie 2025                        |  |
| Monaco                                                                               | Miniștri de stat (prim-miniștri) (succesivi)                                        | Isabelle Berro-Lefèvre (interimară)                                                                                            | 10 ianuarie 2025                     |  |
| Monaco                                                                               | Miniștri de stat (prim-miniștri) (succesivi)                                        | Didier Guillaume | 2 septembrie 2024 - 17 ianuarie 2025 |  |
| Mongolia                                                                             | Președinte al Republicii                                                            | Ukhnaagiin Khürelsükh | 25 iunie 2021                        |  |
| Mongolia                                                                             | Prim-miniștri (succesivi)                                                           | Gombojavyn Zandanshatar | 13 iunie 2024                        |  |
| Mongolia                                                                             | Prim-miniștri (succesivi)                                                           | Luvsannamsrain Oyun-Erdene | 29 ianuarie 2021                     |  |
| Mozambic                                                                             | Președinți ai Republicii (succesivi)                                                | Daniel Chapo | 15 ianuarie 2024                     |  |
| Mozambic                                                                             | Președinți ai Republicii (succesivi)                                                | Filipe Nyusi | 15 ianuarie 2015                     |  |
| Mozambic                                                                             | Prim-miniștri (succesivi)                                                           | Maria Benvinda Levy | 17 ianuarie 2025                     |  |
| Mozambic                                                                             | Prim-miniștri (succesivi)                                                           | Adriano Maleiane | 3 martie 2022                        |  |
| Muntenegru                                                                           | Președinte                                                                          | Jakov Milatović | 20 mai 2023                          |  |
| Muntenegru                                                                           | Prim-ministru (premier)                                                             | Milojko Spajić | 31 octombrie 2023                    |  |
| Namibia                                                                              | Președinți ai Republicii (succesivi)                                                | Netumbo Nandi-Ndaitwah | 21 martie 2025                       |  |
| Namibia                                                                              | Președinți ai Republicii (succesivi)                                                | Nangolo Mbumba | 25 ianuarie 2024                     |  |
| Namibia                                                                              | Prim-miniștri (succesivi)                                                           | Elijah Ngurare | 22 martie 2025                       |  |
| Namibia                                                                              | Prim-miniștri (succesivi)                                                           | Saara Kuugongelwa | 21 martie 2015                       |  |
| Nauru                                                                                | Președinte al Republicii                                                            | David Adeang | 30 octombrie 2023                    |  |
| Nepal                                                                                | Președinte                                                                          | Ram Chandra Poudel | 13 martie 2023                       |  |
| Nepal                                                                                | Prim-ministru                                                                       | KP Sharma Oli | 15 iulie 2024                        |  |
| Nicaragua                                                                            | Co-președinți ai Republicii                                                         | Daniel Ortega și Rosario Murillo                                                                                               | 18 februarie 2025                    |  |
| Nicaragua                                                                            | Președinte al Republicii                                                            | funcție înlocuitâ | 18 februarie 2025                    |  |
| Nicaragua                                                                            | Președinte al Republicii                                                            | Daniel Ortega | 10 ianuarie 2007                     |  |
| Niger                                                                                | Președinte al Consiliului Național pentru Salvarea Patriei                          | Abdourahamane Tchiani | 28 iulie 2023                        |  |
| Niger                                                                                | Președinte al Republicii                                                            | Abdourahamane Tchiani (de tranziție)                                                                                           | 26 martie 2025                       |  |
| Niger                                                                                | Prim-ministru                                                                       | Ali Lamine Zène | 7 august 2023                        |  |
| Nigeria                                                                              | Președinte al Republicii                                                            | Bola Tinubu | 29 mai 2023                          |  |
| Norvegia · (vezi și : §8)                                                            | Rege                                                                                | Harald al V-lea , | 17 ianuarie 1991                     |  |
| Norvegia · (vezi și : §8)                                                            | Prim-ministru (ministru de stat)                                                    | Jonas Gahr Støre | 14 octombrie 2021                    |  |
| Noua Zeelandă · (vezi și : §9)                                                       | Rege                                                                                | Charles al III-lea | 8 septembrie 2022                    |  |
| Noua Zeelandă · (vezi și : §9)                                                       | Guvernatoare generalǎ                                                               | dame Cindy Kiro | 21 octombrie 2021                    |  |
| Noua Zeelandă · (vezi și : §9)                                                       | Prim-ministru                                                                       | Christopher Luxon | 27 noiembrie 2023                    |  |
| Oman                                                                                 | Sultan                                                                              | Haitham bin Tariq Al Said | 11 ianuarie 2020                     |  |
| Oman                                                                                 | Prim-ministru                                                                       | Haitham bin Tariq Al Said | 11 ianuarie 2020                     |  |
| Pakistan · (vezi și : §2 și §12)                                                     | Președinte al Republicii                                                            | Asif Ali Zardari , | 10 martie 2024                       |  |
| Pakistan · (vezi și : §2 și §12)                                                     | Prim-ministru (mare vizir)                                                          | Shehbaz Sharif , | 4 martie 2024                        |  |
| Panama                                                                               | Președinte al Republicii                                                            | José Raúl Mulino | 1 iulie 2024                         |  |
| Papua Noua Guinee · (vezi și : §12)                                                  | Rege                                                                                | Charles al III-lea | 8 septembrie 2022                    |  |
| Papua Noua Guinee · (vezi și : §12)                                                  | Guvernator general                                                                  | sir Bob Dadae | 15 martie 2023                       |  |
| Papua Noua Guinee · (vezi și : §12)                                                  | Prim-ministru                                                                       | James Marape | 30 mai 2019                          |  |
| Paraguay                                                                             | Președinte al Republicii                                                            | Santiago Peña | 15 august 2023                       |  |
| Peru                                                                                 | Președintǎ a Republicii                                                             | Dina Boluarte (interimară) | 7 decembrie 2022                     |  |
| Peru                                                                                 | Președinți ai Consiliului de Miniștri (succesivi)                                   | Eduardo Arana Ysa | 14 mai 2025                          |  |
| Peru                                                                                 | Președinți ai Consiliului de Miniștri (succesivi)                                   | Gustavo Adrianzén | 6 martie 2024                        |  |
| Polonia                                                                              | Președinți ai Republicii (succesivi)                                                | Karol Nawrocki | 6 august 2025                        |  |
| Polonia                                                                              | Președinți ai Republicii (succesivi)                                                | Andrzej Duda | 6 august 2015                        |  |
| Polonia                                                                              | Prim-ministru (președinte al Consiliului de Miniștri)                               | Donald Tusk | 13 decembrie 2023                    |  |
| Portugalia · (vezi și : §12)                                                         | Președinte al Republicii                                                            | Marcelo Rebelo de Sousa | 9 martie 2016                        |  |
| Portugalia · (vezi și : §12)                                                         | Prim-ministru                                                                       | Luís Montenegro | 2 aprilie 2024                       |  |
| Qatar                                                                                | Emir                                                                                | șeic Tamim bin Hamad Al Thani                                                                                                  | 25 iunie 2013                        |  |
| Qatar                                                                                | Prim-ministru (ministru președinte)                                                 | șeic Mohammed bin Abdulrahman Al Than                                                                                          | 7 martie 2023                        |  |
| Regatul Unit ; , (vezi și : §6)                                                      | Rege                                                                                | Charles al III-lea | 8 septembrie 2022                    |  |
| Regatul Unit ; , (vezi și : §6)                                                      | Prim-ministru                                                                       | sir Keir Starmer | 5 iulie 2024                         |  |
| România                                                                              | Președinți (succesivi)                                                              | Nicușor Dan | 26 mai 2025                          |  |
| România                                                                              | Președinți (succesivi)                                                              | Ilie Bolojan (interimar) | 12 februarie 2025                    |  |
| România                                                                              | Președinți (succesivi)                                                              | Klaus Iohannis | 21 decembrie 2014                    |  |
| România                                                                              | Prim-miniștri (succesivi)                                                           | Ilie Bolojan | 23 lunie 2025                        |  |
| România                                                                              | Prim-miniștri (succesivi)                                                           | Cătălin Predoiu (interimar) | 6 mai 2025                           |  |
| România                                                                              | Prim-miniștri (succesivi)                                                           | Marcel Ciolacu | 15 iunie 2023                        |  |
| Rusia                                                                                | Președinte al Federației                                                            | Vladimir Putin | 7 mai 2012                           |  |
| Rusia                                                                                | Prim-ministru (președinte al Guvernului)                                            | Mihail Mishustin | 16 ianuarie 2020                     |  |
| Rwanda                                                                               | Președinte al Republicii                                                            | Paul Kagame | 24 martie 2000                       |  |
| Rwanda                                                                               | Prim-miniștri (succesivi)                                                           | Justin Nsengiyumva | 25 iulie 2025                        |  |
| Rwanda                                                                               | Prim-miniștri (succesivi)                                                           | Edouard Ngirente | 30 aigust 2017                       |  |
| Samoa                                                                                | Șef al statului (O le Ao o le Malo)                                                 | afioga tuimaleali'ifano Va'aletoa Sualauvi al II-lea                                                                           | 20 iunie 2017                        |  |
| Samoa                                                                                | Prim-ministru (Palemia o le Malo)                                                   | fiamē Naomi Mataʻafa . | 24 mai 2021                          |  |
| San Marino                                                                           | Căpitani regenți (succesivi)                                                        | Denise Bronzetti și Italo Righi                                                                                                | 1 aprilie 2025                       |  |
| San Marino                                                                           | Căpitani regenți (succesivi)                                                        | Francesca Civerchia și Dalibor Riccardi                                                                                        | 1 octombrie 2024                     |  |
| São Tomé și Príncipe · (vezi și : §12)                                               | Președinte al Republicii                                                            | Carlos Vila Nova | 2 octombrie 2021                     |  |
| São Tomé și Príncipe · (vezi și : §12)                                               | Prim-miniștri (succesivi)                                                           | Américo Ramos | 14 ianuarie 2025                     |  |
| São Tomé și Príncipe · (vezi și : §12)                                               | Prim-miniștri (succesivi)                                                           | Ilza Amado Vaz (desemnată) | 9 ianuarie 2025 - 12 ianuarie 2025   |  |
| São Tomé și Príncipe · (vezi și : §12)                                               | Prim-miniștri (succesivi)                                                           | Patrice Trovoada , | 11 noiembrie 2022                    |  |
| Senegal                                                                              | Președinte al Republicii                                                            | Bassirou Diomaye Faye | 2 aprilie 2024                       |  |
| Senegal                                                                              | Prim-ministru                                                                       | Ousmane Sonko | 8 aprilie 2024                       |  |
| Serbia · (vezi și : §2 și §14)                                                       | Președinte al Republicii                                                            | Aleksandar Vučić | 31 mai 2017                          |  |
| Serbia · (vezi și : §2 și §14)                                                       | Prim-miniștri (președinți ai Guvernului) (succesivi)                                | Đuro Macut | 16 apeioie 2025                      |  |
| Serbia · (vezi și : §2 și §14)                                                       | Prim-miniștri (președinți ai Guvernului) (succesivi)                                | Miloš Vučević | 2 mai 2024                           |  |
| Seychelles                                                                           | Președinte al Republicii                                                            | Wavel Ramkalawan | 26 octombrie 2020                    |  |
| Sfânta Lucia (Saint Lucia)                                                           | Rege                                                                                | Charles al III-lea | 8 septembrie 2022                    |  |
| Sfânta Lucia (Saint Lucia)                                                           | Guvernator general                                                                  | sir Errol Charles , | 11 noiembrie 2021                    |  |
| Sfânta Lucia (Saint Lucia)                                                           | Prim-ministru                                                                       | Philip Pierre | 28 iulie 2021                        |  |
| Sfântul Cristofor și Nevis · [Saint Kitts (Christopher) and Nevis] · (vezi și : §12) | Rege                                                                                | Charles al III-lea | 8 septembrie 2022                    |  |
| Sfântul Cristofor și Nevis · [Saint Kitts (Christopher) and Nevis] · (vezi și : §12) | Guvernatoare generală                                                               | dame Marcella Liburd | 2 februarie 2023                     |  |
| Sfântul Cristofor și Nevis · [Saint Kitts (Christopher) and Nevis] · (vezi și : §12) | Prim-ministru                                                                       | Terrance Drew | 6 august 2022                        |  |
| Sfântul Vincențiu și Grenadinele (Saint Vincent and the Grenadines)                  | Rege                                                                                | Charles al III-lea | 8 septembrie 2022                    |  |
| Sfântul Vincențiu și Grenadinele (Saint Vincent and the Grenadines)                  | Guvernator general                                                                  | dame Susan Dougan | 1 august 2019                        |  |
| Sfântul Vincențiu și Grenadinele (Saint Vincent and the Grenadines)                  | Prim-ministru                                                                       | Ralph Gonsalves | 29 martie 2001                       |  |
| Sierra Leone                                                                         | Președinte al Republicii                                                            | Julius Maada Bio | 4 aprilie 2018                       |  |
| Sierra Leone                                                                         | Ministru Șef                                                                        | David Moinina Sengeh | 10 iulie 2023                        |  |
| Singapore                                                                            | Președinte al Republicii                                                            | Tharman Shanmugaratnam | 14 septembrie 2023                   |  |
| Singapore                                                                            | Prim-ministru                                                                       | Lawrence Wong | 15 mai 2024                          |  |
| Siria (vezi și : §14)                                                                | Șef de stat de facto                                                                | Ahmed al-Sharaa . | 8 decembrie 2024 - 29 ianuarie 2025  |  |
| Siria (vezi și : §14)                                                                | Președinte al Republicii                                                            | Ahmed al-Sharaa (de tranziție)                                                                                                 | 29 ianuarie 2025                     |  |
| Siria (vezi și : §14)                                                                | Președinte al Republicii                                                            | funcție vacantă | 8 decembrie 2024                     |  |
| Siria (vezi și : §14)                                                                | Prim-ministru (ministru președinte)                                                 | funcție desființată | 29 martie 2025                       |  |
| Siria (vezi și : §14)                                                                | Prim-ministru (ministru președinte)                                                 | Muhammad al-Bashir (interimar)                                                                                                 | 10 decembrie 2024                    |  |
| Slovacia                                                                             | Președinte al Republicii                                                            | Peter Pellegrini | 15 iunie 2024                        |  |
| Slovacia                                                                             | Prim-ministru (președinte al guvernului)                                            | Robert Fico , | 25 octombrie 2023                    |  |
| Slovenia                                                                             | Președintǎ a Republicii                                                             | Nataša Pirc Musar | 23 decembrie 2022                    |  |
| Slovenia                                                                             | Prim-ministru (președinte al guvernului)                                            | Robert Golob | 1 iunie 2022                         |  |
| Solomon, Insulele                                                                    | Rege                                                                                | Charles al III-lea | 8 septembrie 2022                    |  |
| Solomon, Insulele                                                                    | Guvernator general                                                                  | sir David Tiva Kapu | 7 iulie 2024                         |  |
| Solomon, Insulele                                                                    | Prim-miniștru                                                                       | Jeremiah Manele | 2 mai 2024                           |  |
| Somalia · (vezi și : §3 și §12)                                                      | Președinte al Republicii federale                                                   | Hassan Sheikh Mohamud | 23 mai 2022                          |  |
| Somalia · (vezi și : §3 și §12)                                                      | Prim-ministru                                                                       | Hamza Abdi Barre | 26 iulie 2022                        |  |
| Spania · (vezi și : §12)                                                             | Rege                                                                                | Felipe al VI-lea | 17 iunie 2014                        |  |
| Spania · (vezi și : §12)                                                             | Președinte al Guvernului                                                            | Pedro Sánchez | 2 iunie 2018                         |  |
| Sri Lanka                                                                            | Președinte al Republicii                                                            | Anura Kumara Dissanayake | 23 septembrie 2024                   |  |
| Sri Lanka                                                                            | Prim-ministru                                                                       | Harini Amarasuriya | 24 septembrie 2023                   |  |
| Statele Unite ale Americii · (vezi și : §10)                                         | Președințr (succesivi)                                                              | Donald Trump | 20 ianuarie 2025                     |  |
| Statele Unite ale Americii · (vezi și : §10)                                         | Președințr (succesivi)                                                              | Joe Biden | 20 ianuarie 2021                     |  |
| Sudan · (vezi și : §14)                                                              | Președinte al Consiliului de Tranziție al Suveranității                             | Abdel Fattah al-Burhan | 11 noiembrie 2019                    |  |
| Sudan · (vezi și : §14)                                                              | Prim-miniștri (succesivi)                                                           | Kamil Idris | 19 mai 2025                          |  |
| Sudan · (vezi și : §14)                                                              | Prim-miniștri (succesivi)                                                           | Dafallah Al-Haj Ali (interimar)                                                                                                | 30 aprilie 2025                      |  |
| Sudan · (vezi și : §14)                                                              | Prim-miniștri (succesivi)                                                           | Osman Hussein (interimar) | 19 ianuarie 2022                     |  |
| Sudanul de Sud                                                                       | Președinte al Republicii                                                            | Salva Kir Mayardit | 9 iulie 2011                         |  |
| Suedia                                                                               | Rege                                                                                | Carl al XVI-lea Gustaf | 19 septembrie 1973                   |  |
| Suedia                                                                               | Prim-ministru (ministru de stat)                                                    | Ulf Kristersson | 17 octombrie 2022                    |  |
| Surinam                                                                              | Președinți (succesivi)                                                              | Jennifer Geerlings-Simons | 16 iulie 2025                        |  |
| Surinam                                                                              | Președinți (succesivi)                                                              | Chan Santokhi | 16 iulie 2020                        |  |
| Surinam                                                                              | Vicepreședinți (succesivi)                                                          | Gregory Rusland | 16 iulie 2025                        |  |
| Surinam                                                                              | Vicepreședinți (succesivi)                                                          | Ronnie Brunswijk | 16 iulie 2020                        |  |
| Tadjikistan · (Vezi și: §12)                                                         | Președinte al Republicii                                                            | Emomali Rahmon | 19 noiembrie 1992                    |  |
| Tadjikistan · (Vezi și: §12)                                                         | Prim-ministru                                                                       | Kokhir Rasulzoda | 23 noiembrie 2013                    |  |
| Tanzania · (vezi și : §12)                                                           | Președintǎ a Republicii                                                             | Samia Suluhu | 17 martie 2021                       |  |
| Tanzania · (vezi și : §12)                                                           | Prim-ministru                                                                       | Majaliwa K. Majaliwa | 20 noiembrie 2015                    |  |
| Thailanda                                                                            | Rege                                                                                | Vajiralongkorn Bodindradebayavarangkun                                                                                         | 1 decembrie 2016                     |  |
| Thailanda                                                                            | Prim-miniștri (miniștrt de stat șefi)                                               | Phumtham Wechayachai , (interimar)                                                                                             | 3 iulie 2025                         |  |
| Thailanda                                                                            | Prim-miniștri (miniștrt de stat șefi)                                               | Suriya Juangroongruangkit (interimar)                                                                                          | 1 iulie 2025 - 3 iulie 2025          |  |
| Thailanda                                                                            | Prim-miniștri (miniștrt de stat șefi)                                               | Paetongtarn Shinawatra , | 18 august 2024                       |  |
| Timorul de Est · (Timor-Leste)                                                       | Președinte al Republicii                                                            | José Ramos-Horta | 20 mai 2022                          |  |
| Timorul de Est · (Timor-Leste)                                                       | Prim-ministru                                                                       | Xanana Gusmão | 1 iulie 2023                         |  |
| Togo                                                                                 | Președinți ai Republicii (succesivi)                                                | Jean-Lucien Savi de Tové | 3 mai 2025                           |  |
| Togo                                                                                 | Președinți ai Republicii (succesivi)                                                | Faure Eyadéma , | 4 mai 2005                           |  |
| Togo                                                                                 | Președinte al Consiliului (prim-ministru)                                           | Faure Eyadéma , | 3 mai 2025                           |  |
| Togo                                                                                 | Prim-ministru                                                                       | funcție înlocuită | 3 mai 2025                           |  |
| Togo                                                                                 | Prim-ministru                                                                       | Victoire Tomegah Dogbé | 28 septembrie 2020                   |  |
| Tonga                                                                                | Rege                                                                                | Tupou al VI-lea | 18 martie 2012                       |  |
| Tonga                                                                                | Prim-miniștri (premieri) (succesivi)                                                | ʻAisake Eke | 31 ianuarie 2025                     |  |
| Tonga                                                                                | Prim-miniștri (premieri) (succesivi)                                                | Samiu Vaipulu (interimar) | 6 decembrie 2024                     |  |
| Trinidad și Tobago (vezi și : §12)                                                   | Președintǎ a Republicii                                                             | Christine Kangaloo | 20 martie 2023                       |  |
| Trinidad și Tobago (vezi și : §12)                                                   | Prim-miniștri (succesivi)                                                           | Kamla Persad-Bissessar | 1 mai 2025                           |  |
| Trinidad și Tobago (vezi și : §12)                                                   | Prim-miniștri (succesivi)                                                           | Stuart Young | 17 martie 2025                       |  |
| Trinidad și Tobago (vezi și : §12)                                                   | Prim-miniștri (succesivi)                                                           | Keith Rowley | 9 septembrie 2015                    |  |
| Tunisia                                                                              | Președinte al Republicii                                                            | Kais Saied | 23 octombrie 2019                    |  |
| Tunisia                                                                              | Șefi ai guvernului (succesivi)                                                      | Sara Zaafarani | 21 martie 2025                       |  |
| Tunisia                                                                              | Șefi ai guvernului (succesivi)                                                      | Kamel Madouri | 8 august 2024                        |  |
| Turcia · (Türkiye)                                                                   | Președinte al Republicii                                                            | Recep Tayyip Erdoğan | 28 august 2014                       |  |
| Turkmenistan                                                                         | Președinte                                                                          | Serdar Berdimuhamedow | 19 martie 2022                       |  |
| Tuvalu                                                                               | Rege                                                                                | Charles al III-lea | 8 septembrie 2022                    |  |
| Tuvalu                                                                               | Guvernator general                                                                  | sir Tofiga Vaevalu Falani | 28 septembrie 2021                   |  |
| Tuvalu                                                                               | Prim-ministru (Ulu o te Malo)                                                       | Feleti Teo | 26 februarie 2024                    |  |
| Țările de Jos , · (vezi și : §11)                                                    | Rege                                                                                | Willem-Alexander | 30 aprilie 2013                      |  |
| Țările de Jos , · (vezi și : §11)                                                    | Prim-ministru (ministru președinte)                                                 | Dick Schoof | 2 iulie 2024                         |  |
| Ucraina · (vezi și: §14)                                                             | Președinte                                                                          | Volodymyr Zelensky | 20 mai 2019                          |  |
| Ucraina · (vezi și: §14)                                                             | Prim-miniștri (succesivi)                                                           | Yulia Svyrydenko | 17 iulie 2025                        |  |
| Ucraina · (vezi și: §14)                                                             | Prim-miniștri (succesivi)                                                           | Denys Shmyhal | 4 februarie 2020                     |  |
| Uganda                                                                               | Președinte al Republicii                                                            | Yoweri Museveni | 26 ianuarie 1986                     |  |
| Uganda                                                                               | Prim-ministru                                                                       | Robinah Nabbanja | 21 iunie 2021                        |  |
| Ungaria                                                                              | Președinte a; Republicii                                                            | Tamás Sulyok | 5 martie 2024                        |  |
| Ungaria                                                                              | Prim-ministru (ministru președinte)                                                 | Viktor Orbán | 29 mai 2010                          |  |
| Uruguay                                                                              | Președinți ai Republicii (succesivi)                                                | Yamandú Orsi | 1 martie 2025                        |  |
| Uruguay                                                                              | Președinți ai Republicii (succesivi)                                                | Luis Alberto Lacalle Pou | 1 martie 2020                        |  |
| Uzbekistan · (vezi și : §12)                                                         | Președinte al Republicii                                                            | Shavkat Mirziyoyev , | 8 septembrie 2016                    |  |
| Uzbekistan · (vezi și : §12)                                                         | Prim-ministru                                                                       | Abdulla Oripov | 14 decembrie 2016                    |  |
| Vanuatu                                                                              | Președinte al Republicii                                                            | Nikenike Vurobaravu | 23 iulie 2022                        |  |
| Vanuatu                                                                              | Prim-miniștri (succesivi)                                                           | Jotham Napat | 11 februarie 2025                    |  |
| Vanuatu                                                                              | Prim-miniștri (succesivi)                                                           | Charlot Salwai | 6 octombrie 2023                     |  |
| Vatican / Sfântul Scaun                                                              | Suverani / Papi (succesivi)                                                         | Leon al XIV-lea | 8 mai 2025                           |  |
| Vatican / Sfântul Scaun                                                              | Suverani / Papi (succesivi)                                                         | cardinal Kevin Farrell (cardinal camerlingue) și cardinal Giovanni Battista Re (decan al Colegiului Cardinalilor) (interimari) | 21 aprilie 2025                      |  |
| Vatican / Sfântul Scaun                                                              | Suverani / Papi (succesivi)                                                         | Francisc | 13 martie 2013                       |  |
| Vatican / Sfântul Scaun                                                              | Președinți ai Guvernoratului (șefi ai guvernului Statului Oraș Vatican) (succesivi) | sora Raffaella Petrini | 1 martie 2025                        |  |
| Vatican / Sfântul Scaun                                                              | Președinți ai Guvernoratului (șefi ai guvernului Statului Oraș Vatican) (succesivi) | cardinal Fernando Vérgez Alzaga                                                                                                | 1 octombrie 2021                     |  |
| Vatican / Sfântul Scaun                                                              | Secretar de stat (prim-ministru al Sfântului Scaun)                                 | cardinal Pietro Parolin | 15 octombrie 2013                    |  |
| Venezuela · (vezi și : §14)                                                          | Președinte al Republicii                                                            | Nicolás Maduro , | 5 martie 2013                        |  |
| Venezuela · (vezi și : §14)                                                          | Vicepreședintǎ executivǎ                                                            | Delcy Rodríguez | 14 iunie 2018                        |  |
| Vietnam                                                                              | Secretar general al Partidului Comunist Vietnamez                                   | Tô Lâm , | 18 iulie 2024                        |  |
| Vietnam                                                                              | Președinte al Republicii                                                            | Lương Cường | 21 octombrie 2024                    |  |
| Vietnam                                                                              | Prim-ministru (premier al Guvernului)                                               | Phạm Minh Chính | 5 aprilie 2021                       |  |
| Yemen · (vezi și : §14)                                                              | Președinte al Consilului Prezidențial de Conducere                                  | Rashad al-Alimi (corevendicator ȋncepȃnd cu 19 aprilie 2022)                                                                   | 19 aprilie 2022                      |  |
| Yemen · (vezi și : §14)                                                              | Prim-miniștri (miniștri președinți) (succesivi)                                     | Salem Bin Breik (corevendicator începând cu 3 mai 2025)                                                                        | 3 mai 2025                           |  |
| Yemen · (vezi și : §14)                                                              | Prim-miniștri (miniștri președinți) (succesivi)                                     | Ahmad Awad bin Mubarak (corevendicator din 5 februarie 2024 pȃnǎ ȋn 3 mai 2025)                                                | 5 februarie 2024                     |  |
| Zambia                                                                               | Președinte al Republicii                                                            | Hakainde Hichilema | 24 august 2021                       |  |
| Zimbabwe                                                                             | Președinte al Republicii                                                            | Emmerson Mnangagwa | 24 noiembrie 2017                    |  |

## State independente recunoscute parțial
| Statul și statutul                                                                                  | Separat din                                 | Funcția                                                                         | Numele                    | Începând cu       |
| --------------------------------------------------------------------------------------------------- | ------------------------------------------- | ------------------------------------------------------------------------------- | ------------------------- | ----------------- |
| Abhazia (Stat secesionist prorus, fostă republică autonomă) (vezi și : §14)                         | Georgia                                     | Președinte                                                                      | Badra Gunba               | 19 noiembrie 2024 |
| Abhazia (Stat secesionist prorus, fostă republică autonomă) (vezi și : §14)                         | Georgia                                     | Prim-miniștri (succesivi)                                                       | Vladimir Delba ,          | 3 martie 2025     |
| Abhazia (Stat secesionist prorus, fostă republică autonomă) (vezi și : §14)                         | Georgia                                     | Prim-miniștri (succesivi)                                                       | Valeri Bganba (interimar) | 19 noiembrie 2024 |
| Azad Cașmir , (Stat constituit în zona ocupată de Pakistan a Cașmirului)                            | India · Jammu și Cașmir                     | Președinte                                                                      | Sultan Mahmood Chaudhry   | 25 august 2021    |
| Azad Cașmir , (Stat constituit în zona ocupată de Pakistan a Cașmirului)                            | India · Jammu și Cașmir                     | Prim-ministru                                                                   | Chaudhry Anwar-ul-Haq     | 20 aprilie 2023   |
| Ciprul de Nord , (Stat secesionist proturc al minorității turce)                                    | Cipru                                       | Președinte                                                                      | Ersin Tatar               | 23 octombrie 2020 |
| Ciprul de Nord , (Stat secesionist proturc al minorității turce)                                    | Cipru                                       | Prim-ministru                                                                   | Ünal Üstel                | 12 mai 2022       |
| Kosovo (Regiune apoi republică autonomă auto proclamată independentă) (vezi și : §14)               | Serbia                                      | Președintǎ a Republicii                                                         | Vjosa Osmani              | 4 aprlie 2021     |
| Kosovo (Regiune apoi republică autonomă auto proclamată independentă) (vezi și : §14)               | Serbia                                      | Prim-ministru                                                                   | Albin Kurti               | 22 martie 2021    |
| Kosovo (Regiune apoi republică autonomă auto proclamată independentă) (vezi și : §14)               | Serbia                                      | Reprezentantǎ Specialǎ a Secretarului General al ONU prntru Kosovo (SRSG)       | Caroline Ziadeh (Liban)   | 19 ianuarie 2022  |
| Osetia de Sud-Alania , (Stat secesionist prorus, fostă republică autonomă) (vezi și : §14)          | Georgia                                     | Președinte                                                                      | Alan Gagloyev             | 24 mai 2022       |
| Osetia de Sud-Alania , (Stat secesionist prorus, fostă republică autonomă) (vezi și : §14)          | Georgia                                     | Președinte al Guvernului                                                        | Konstantin Dzhussoyev     | 20 iunie 2022     |
| Statul Palestina (Stat proclamat în numele poporului palestinian, practic inoperant) (vezi și : §5) | Israel · Autoritatea Națională Palestiniană | Președinte                                                                      | Mahmoud Abbas ,           | 8 mai 2005        |
| Statul Palestina (Stat proclamat în numele poporului palestinian, practic inoperant) (vezi și : §5) | Israel · Autoritatea Națională Palestiniană | Președinte al Consiliului Executiv al Organizației pentru Eliberarea Palestinei | Mahmoud Abbas ,           | 29 octombrie      |
| Sahara occidentală , (Stat format în cadrul fostei Sahare Spaniole)                                 | Maroc                                       | Președinte                                                                      | Brahim Ghali              | 12 iulie 2016     |
| Sahara occidentală , (Stat format în cadrul fostei Sahare Spaniole)                                 | Maroc                                       | Prim-ministru                                                                   | Bouchraya Hammoudi Bayoun | 13 ianuarie 2020  |
| Taiwan , (Stat constituit în insula Taiwan)                                                         | China                                       | Președinte al Republicii                                                        | Lai Ching-te              | 20 mai 2024       |
| Taiwan , (Stat constituit în insula Taiwan)                                                         | China                                       | Președinte al Yuan-ului executiv (prim-ministru)                                | Cho Jung-tai              | 20 mai 2024       |

## State independente nerecunoscute
| Statul și statutul                                               | Separat din       | Funcția                   | Numele                       | Începând cu       |
| ---------------------------------------------------------------- | ----------------- | ------------------------- | ---------------------------- | ----------------- |
| Somaliland (Stat secesionist, fostă regiune autonomă)            | Somalia           | Președinte                | Abdirahman Mohamed Abdullahi | 12 decembrie 2024 |
| Transnistria , (Stat secesionist prorus, fostă regiune autonomă) | Republica Moldova | Președinte                | Vadim Krasnoselski           | 16 decembrie 2016 |
| Transnistria , (Stat secesionist prorus, fostă regiune autonomă) | Republica Moldova | Președinte al Guvernului) | Aleksandr Rozenberg          | 30 mai 2022       |

## Entități cu statut apropiat de cel de stat
| Entitate                                                 | Funcție                                          | Nume                            | Începând cu       |
| -------------------------------------------------------- | ------------------------------------------------ | ------------------------------- | ----------------- |
| Ordinul de Malta                                         | Mare Maestru                                     | John T. Dunlap )                | 14 aprile 2022    |
| Ordinul de Malta                                         | Mare Cancelar                                    | Riccardo Paternò di Montecupo ) | 1 septembrie 2022 |
| Autoritatea Națională Palestiniană (vezi și : §2 și §14) | Președinte al Autorității Naționale Palestiniene | Mahmoud Abbas ,                 | 15 ianuarie 2005  |
| Autoritatea Națională Palestiniană (vezi și : §2 și §14) | Prim-ministru                                    | Mohammad Mustafa                | 31 martie 2024    |
| Uniunea Europeană                                        | Președinte al Consiliului European               | António Costa                   | 1 decembrie 2024  |
| Uniunea Europeană                                        | Președinte al Comisiei Europene                  | Ursula von der Leyen            | 1 decembrie 2019  |

## Teritorii exterioare și asociate ale Australiei
| Teritoriu                       | Suveranitate și statut                                                                              | Funcția                                                                           | Numele                | Începând cu       |
| ------------------------------- | --------------------------------------------------------------------------------------------------- | --------------------------------------------------------------------------------- | --------------------- | ----------------- |
| Ashmore și Cartier, Insulele    | Australia · (Teritoriu exterior nelocuit)                                                           | Rege al Australiei                                                                | Charles al III-lea    | 8 septembrie 2022 |
| Ashmore și Cartier, Insulele    | Australia · (Teritoriu exterior nelocuit)                                                           | Guvernatoare generalǎ a Australiei                                                | Sam Mostyn            | 1 iulie 2024      |
| Ashmore și Cartier, Insulele    | Australia · (Teritoriu exterior nelocuit)                                                           | Ministru pentru Dezvoltare Regională, Guvernare Locală și Teritorii al Australiei | Kristy McBain         | 1 iunie 2022      |
| Christmas, Insula               | Australia · (Teritoriu exterior)                                                                    | Rege al Australiei                                                                | Charles al III-lea    | 8 septembrie 2022 |
| Christmas, Insula               | Australia · (Teritoriu exterior)                                                                    | Guvernatoare generalǎ a Australiei                                                | Sam Mostyn            | 1 iulie 2024      |
| Christmas, Insula               | Australia · (Teritoriu exterior)                                                                    | Administratoare                                                                   | Farzian Zainal        | 19 iunie 2023     |
| Christmas, Insula               | Australia · (Teritoriu exterior)                                                                    | Președinte al Shire                                                               | Gordon Thomson        | 21 octombrie 2013 |
| Cocos (Keeling), Insulele       | Australia · (Teritoriu exterior)                                                                    | Rege al Australiei                                                                | Charles al III-lea    | 8 septembrie 2022 |
| Cocos (Keeling), Insulele       | Australia · (Teritoriu exterior)                                                                    | Guvernatoare generalǎ a Australiei                                                | Sam Mostyn            | 1 iulie 2024      |
| Cocos (Keeling), Insulele       | Australia · (Teritoriu exterior)                                                                    | Administratoare                                                                   | Farzian Zainal        | 19 iunie 2023     |
| Cocos (Keeling), Insulele       | Australia · (Teritoriu exterior)                                                                    | Președinte al Shire                                                               | Aindil Minkom         | 23 octombrie 2019 |
| Heard și McDonald, Insulele     | Australia · (Teritoriu exterior nelocuit)                                                           | Rege al Australiei                                                                | Charles al III-lea    | 8 septembrie 2022 |
| Heard și McDonald, Insulele     | Australia · (Teritoriu exterior nelocuit)                                                           | Guvernatoare generalǎ a Australiei                                                | Sam Mostyn            | 1 iulie 2024      |
| Heard și McDonald, Insulele     | Australia · (Teritoriu exterior nelocuit)                                                           | Directoare a Departamentului Australian al Antarcticii                            | Ema Campbell          | 13 aprilie 2023   |
| Lord Howe, Insula               | Noul Wales de Sud (Zonă neîncorporată cu autoguvernare din cadrul statului Noul Wales de Sud)       | Guvernatoare a Noului Wales de Sud                                                | Margaret Beazley      | 2 mai 2019        |
| Lord Howe, Insula               | Noul Wales de Sud (Zonă neîncorporată cu autoguvernare din cadrul statului Noul Wales de Sud)       | Premier al Noului Wales de Sud                                                    | Chris Minns           | 28 martie 2023    |
| Lord Howe, Insula               | Noul Wales de Sud (Zonă neîncorporată cu autoguvernare din cadrul statului Noul Wales de Sud)       | Președinte al Consiliului Insulei Lord Howe                                       | Atticus Fleming       | 1 ianuarie 2021   |
| Lord Howe, Insula               | Noul Wales de Sud (Zonă neîncorporată cu autoguvernare din cadrul statului Noul Wales de Sud)       | Directoare executivă a Consiliului Insulei Lord Howe                              | Suzie Christensen     | decembrie 2021    |
| Macquarie, Insula               | Tasmania (Insuliță nelocuită și izolată atașată Consiliul Huon Valley din cadrul statului Tasmania) | Guvernatoare a Tasmaniei                                                          | Barbara Baker         | 16 iunie 2021     |
| Macquarie, Insula               | Tasmania (Insuliță nelocuită și izolată atașată Consiliul Huon Valley din cadrul statului Tasmania) | Premier al Tasmaniei                                                              | Jeremy Rockliff       | 8 aprilie 2022    |
| Macquarie, Insula               | Tasmania (Insuliță nelocuită și izolată atașată Consiliul Huon Valley din cadrul statului Tasmania) | Primar al Consiliului Huon Valley                                                 | Sally Doyle           | 18 martie 2022    |
| Macquarie, Insula               | Tasmania (Insuliță nelocuită și izolată atașată Consiliul Huon Valley din cadrul statului Tasmania) | Director executiv al Consiliului Huon Valley                                      | Lachlan Kranz         | 3 octombrie 2023  |
| Macquarie, Insula               | Tasmania (Insuliță nelocuită și izolată atașată Consiliul Huon Valley din cadrul statului Tasmania) | Secretar adjunct pentru Parcuri și Faună ai Tasmaniei                             | Sophie Muller         | februarie? 2024   |
| Mării de Coral, Insulele        | Australia · (Teritoriu exterior nelocuit)                                                           | Rege al Australiei                                                                | Charles al III-lea    | 8 septembrie 2022 |
| Mării de Coral, Insulele        | Australia · (Teritoriu exterior nelocuit)                                                           | Guvernatoare generalǎ a Australiei                                                | Sam Mostyn            | 1 iulie 2024      |
| Mării de Coral, Insulele        | Australia · (Teritoriu exterior nelocuit)                                                           | Ministru pentru Dezvoltare Regională, Guvernare Locală și Teritorii al Australiei | Kristy McBain         | 1 iunie 2022      |
| Norfolk, Insula                 | Australia · (Teritoriu asociat cu autoguvernare)                                                    | Rege al Australiei                                                                | Charles al III-lea    | 8 septembrie 2022 |
| Norfolk, Insula                 | Australia · (Teritoriu asociat cu autoguvernare)                                                    | Guvernatoare generalǎ a Australiei                                                | Sam Mostyn            | 1 iulie 2024      |
| Norfolk, Insula                 | Australia · (Teritoriu asociat cu autoguvernare)                                                    | Administrator                                                                     | George Plant          | 1 iunie 2023      |
| Norfolk, Insula                 | Australia · (Teritoriu asociat cu autoguvernare)                                                    | Administrator principal al Consiliului Regional Norfolk                           | Scott Mason           | 6 decembrie 2024  |
| Norfolk, Insula                 | Australia · (Teritoriu asociat cu autoguvernare)                                                    | Director general al Consiliului Regional Norfolk                                  | Phil Reid (interimar) | august 2024       |
| Strâmtorii Torres, Insulele     | Queensland (Teritoriu cu un statut special aparținând statului Queensland)                          | Guvernatoare a statului Queensland                                                | Jeannette Young       | noiembrie 2021    |
| Strâmtorii Torres, Insulele     | Queensland (Teritoriu cu un statut special aparținând statului Queensland)                          | Premier al statului Queensland                                                    | David Crisafulli      | 28 octombrie 2024 |
| Strâmtorii Torres, Insulele     | Queensland (Teritoriu cu un statut special aparținând statului Queensland)                          | Președinte al Autorității Regionale a Strâmtorii Torres                           | Pedro Stephen Napau   | octombrie 2016    |
| Teritoriul Antarctic Australian | Australia · (Teritoriu exterior)                                                                    | Rege al Australiei                                                                | Charles al III-lea    | 8 septembrie 2022 |
| Teritoriul Antarctic Australian | Australia · (Teritoriu exterior)                                                                    | Guvernatoare generalǎ a Australiei                                                | Sam Mostyn            | 1 iulie 2024      |
| Teritoriul Antarctic Australian | Australia · (Teritoriu exterior)                                                                    | Directoare a Departamentului Australian al Antarcticii                            | Ema Campbell          | 13 aprilie 2023   |

## Teritorii britanice de peste mări și dependențe ale coroanei britanice
| Teritoriu                                                                                  | Suveranitate și statut                                                                                              | Funcția | Numele                              | Începând cu                          |
| ------------------------------------------------------------------------------------------ | --- | --- | ----------------------------------- | ------------------------------------ |
| Akrotiri și Dhekelia ,                                                                     | Regatul Unit (Baze militare suverane)                                                                               | Rege al Regatului Unit                                                                                      | Charles al III-lea                  | 8 septembrie 2022                    |
| Akrotiri și Dhekelia ,                                                                     | Regatul Unit (Baze militare suverane)                                                                               | Administratori (succesivi)                                                                                  | Tom Bewick                          | 11 aprilie 2025                      |
| Akrotiri și Dhekelia ,                                                                     | Regatul Unit (Baze militare suverane)                                                                               | Administratori (succesivi)                                                                                  | Peter J. M. Squires                 | 1 septembrie 2022                    |
| Alderney                                                                                   | Guernsey (Dependență a bailiwick-ului Guernsey)                                                                     | Locotenent guvernator al bailiwick-ului Guernsey                                                            | sir Richard Cripwell                | 15 februarie 2022                    |
| Alderney                                                                                   | Guernsey (Dependență a bailiwick-ului Guernsey)                                                                     | Bailiff de Guernsey                                                                                         | sir Richard McMahon ,               | 9 mai 2020                           |
| Alderney                                                                                   | Guernsey (Dependență a bailiwick-ului Guernsey)                                                                     | Președinți ai Comitetului pentru Politici și Resurse al bailiwick-ului Guernsey (miniștri șefi) (succesivi) | Lindsay de Sausmarez                | 1 iulie 2025                         |
| Alderney                                                                                   | Guernsey (Dependență a bailiwick-ului Guernsey)                                                                     | Președinți ai Comitetului pentru Politici și Resurse al bailiwick-ului Guernsey (miniștri șefi) (succesivi) | Lyndon Trott                        | 14 decembrie 2023                    |
| Alderney                                                                                   | Guernsey (Dependență a bailiwick-ului Guernsey)                                                                     | Președinte al Statelor                                                                                      | William Tate                        | 21 iunie 2019                        |
| Anguilla                                                                                   | Regatul Unit (Teritoriu de peste mări)                                                                              | Rege al Regatului Unit                                                                                      | Charles al III-lea                  | 8 septembrie 2022                    |
| Anguilla                                                                                   | Regatul Unit (Teritoriu de peste mări)                                                                              | Guvernatoare                                                                                                | Julia Crouch                        | 11 septembrie 2023                   |
| Anguilla                                                                                   | Regatul Unit (Teritoriu de peste mări)                                                                              | Premieri (succesivi)                                                                                        | Cora Richardson-Hodge               | 27 februarir 2025                    |
| Anguilla                                                                                   | Regatul Unit (Teritoriu de peste mări)                                                                              | Premieri (succesivi)                                                                                        | Ellis Webster                       | 30 iunie 2020                        |
| Ascensión. Insula                                                                          | Sfânta Elena, Ascension și Tristan da Cunha (Componentă a teritoriului Sfânta Elena, Ascensión și Tristan da Cunha) | Guvernator al teritoriului Sfânta Elena, Ascensión și Tristan da Cunha                                      | Nigel Phillips                      | 13 august 2022                       |
| Ascensión. Insula                                                                          | Sfânta Elena, Ascension și Tristan da Cunha (Componentă a teritoriului Sfânta Elena, Ascensión și Tristan da Cunha) | Administrator                                                                                               | Simon Minshull                      | 2 octombrie 2022                     |
| Bermude, Insulele                                                                          | Regatul Unit (Teritoriu de peste mări)                                                                              | Rege al Regatului Unit                                                                                      | Charles al III-lea                  | 8 septembrie 2022                    |
| Bermude, Insulele                                                                          | Regatul Unit (Teritoriu de peste mări)                                                                              | Guvernatori (succesivi)                                                                                     | Andrew Murdoch                      | 23 ianuarie 2025                     |
| Bermude, Insulele                                                                          | Regatul Unit (Teritoriu de peste mări)                                                                              | Guvernatori (succesivi)                                                                                     | Tom Oppenheim (interimar)           | 14 ianuarie 2025                     |
| Bermude, Insulele                                                                          | Regatul Unit (Teritoriu de peste mări)                                                                              | Guvernatori (succesivi)                                                                                     | Rena Lalgie                         | 14 decembrie 2020                    |
| Bermude, Insulele                                                                          | Regatul Unit (Teritoriu de peste mări)                                                                              | Premier | David Burt                          | 17 iulie 2017                        |
| Brecqhou                                                                                   | Sark (Insulă proprietate privată, componentă a senioriei Sark) (statut în dispută)                                  | Locotenent guvernator al bailiwick-ului Guernsey                                                            | sir Richard Cripwell                | 15 februarie 2022                    |
| Brecqhou                                                                                   | Sark (Insulă proprietate privată, componentă a senioriei Sark) (statut în dispută)                                  | Bailiff de Guernsey                                                                                         | sir Richard McMahon ,               | 9 mai 2020                           |
| Brecqhou                                                                                   | Sark (Insulă proprietate privată, componentă a senioriei Sark) (statut în dispută)                                  | Președinți ai Comitetului pentru Politici și Resurse al bailiwick-ului Guernsey (miniștri șefi) (succesivi) | Lindsay de Sausmarez                | 1 iulie 2025                         |
| Brecqhou                                                                                   | Sark (Insulă proprietate privată, componentă a senioriei Sark) (statut în dispută)                                  | Președinți ai Comitetului pentru Politici și Resurse al bailiwick-ului Guernsey (miniștri șefi) (succesivi) | Lyndon Trott                        | 14 decembrie 2023                    |
| Brecqhou                                                                                   | Sark (Insulă proprietate privată, componentă a senioriei Sark) (statut în dispută)                                  | Senior de Sark                                                                                              | Christopher Beaumont                | 3 iulie 2016                         |
| Brecqhou                                                                                   | Sark (Insulă proprietate privată, componentă a senioriei Sark) (statut în dispută)                                  | Tenant | sir Frederick Barclay               | 10 ianuarie 2021                     |
| Cayman, Insulele                                                                           | Regatul Unit (Teritoriu de peste mări)                                                                              | Rege al Regatului Unit                                                                                      | Charles al III-lea                  | 8 septembrie 2022`                   |
| Cayman, Insulele                                                                           | Regatul Unit (Teritoriu de peste mări)                                                                              | Guvernatoare                                                                                                | Jane Owen                           | 23 aprilie 2023                      |
| Cayman, Insulele                                                                           | Regatul Unit (Teritoriu de peste mări)                                                                              | Premieri (succesivi)                                                                                        | André Ebanks                        | 6 mai 2025                           |
| Cayman, Insulele                                                                           | Regatul Unit (Teritoriu de peste mări)                                                                              | Premieri (succesivi)                                                                                        | Julianna O'Connor-Connolly          | 15 noiembrie 2023                    |
| Falkland, Insulele                                                                         | Regatul Unit (Teritoriu de peste mări),                                                                             | Rege al Regatului Unit                                                                                      | Charles al III-lea                  | 8 septembrie 2022                    |
| Falkland, Insulele                                                                         | Regatul Unit (Teritoriu de peste mări),                                                                             | Guvernatoare                                                                                                | Alison Blake                        | 23 iulie 2022                        |
| Falkland, Insulele                                                                         | Regatul Unit (Teritoriu de peste mări),                                                                             | Șefi ai executivului (succesivi)                                                                            | Andrea Clausen                      | 1 aprilie 2025                       |
| Falkland, Insulele                                                                         | Regatul Unit (Teritoriu de peste mări),                                                                             | Șefi ai executivului (succesivi)                                                                            | Andy Keeling                        | 1 mai 2021                           |
| Georgia de Sud și Sandwich de Sud, Insulele                                                | Regatul Unit (Teritoriu de peste mări),                                                                             | Rege al Regatului Unit                                                                                      | Charles al III-lea                  | 8 septembrie 2022                    |
| Georgia de Sud și Sandwich de Sud, Insulele                                                | Regatul Unit (Teritoriu de peste mări),                                                                             | Comisar ,                                                                                                   | Alison Blake                        | 23 iulie 2022                        |
| Georgia de Sud și Sandwich de Sud, Insulele                                                | Regatul Unit (Teritoriu de peste mări),                                                                             | Administratoare șefǎ                                                                                        | Laura Sinclair Willis               | iunie 2021                           |
| Gibraltar                                                                                  | Regatul Unit (Teritoriu de peste mări)                                                                              | Rege al Regatului Unit                                                                                      | Charles al III-lea                  | 8 septembrie 2022                    |
| Gibraltar                                                                                  | Regatul Unit (Teritoriu de peste mări)                                                                              | Guvernator                                                                                                  | sir Ben Bathurst                    | 4 iunie 2024                         |
| Gibraltar                                                                                  | Regatul Unit (Teritoriu de peste mări)                                                                              | Ministru Șef                                                                                                | Fabian Picardo                      | 9 decembrie 2011                     |
| Guernsey                                                                                   | Coroana britanică (Dependență a Coroanei Britanice)                                                                 | Rege al Regatului Unit, Duce de Normandia                                                                   | Charles al III-lea                  | 8 septembrie 2022                    |
| Guernsey                                                                                   | Coroana britanică (Dependență a Coroanei Britanice)                                                                 | Locotenent guvernator                                                                                       | sir Richard Cripwell                | 15 februarie 2022                    |
| Guernsey                                                                                   | Coroana britanică (Dependență a Coroanei Britanice)                                                                 | Bailiff | sir Richard McMahon ,               | 9 mai 2020                           |
| Guernsey                                                                                   | Coroana britanică (Dependență a Coroanei Britanice)                                                                 | Președinți ai Comitetului pentru Politici și Resurse al bailiwick-ului Guernsey (miniștri șefi) (succesivi) | Lindsay de Sausmarez                | 1 iulie 2025                         |
| Guernsey                                                                                   | Coroana britanică (Dependență a Coroanei Britanice)                                                                 | Președinți ai Comitetului pentru Politici și Resurse al bailiwick-ului Guernsey (miniștri șefi) (succesivi) | Lyndon Trott                        | 14 decembrie 2023                    |
| Herm                                                                                       | Guernsey (Dependență a bailiwick-ului Guernsey)                                                                     | Locotenent guvernator al bailiwick-ului Guernsey                                                            | sir Richard Cripwell                | 15 februarie 2022                    |
| Herm                                                                                       | Guernsey (Dependență a bailiwick-ului Guernsey)                                                                     | Bailiff de Guernsey                                                                                         | sir Richard McMahon ,               | 9 mai 2020                           |
| Herm                                                                                       | Guernsey (Dependență a bailiwick-ului Guernsey)                                                                     | Președinți ai Comitetului pentru Politici și Resurse al bailiwick-ului Guernsey (miniștri șefi) (succesivi) | Lindsay de Sausmarez                | 1 iulie 2025                         |
| Herm                                                                                       | Guernsey (Dependență a bailiwick-ului Guernsey)                                                                     | Președinți ai Comitetului pentru Politici și Resurse al bailiwick-ului Guernsey (miniștri șefi) (succesivi) | Lyndon Trott                        | 14 decembrie 2023                    |
| Herm                                                                                       | Guernsey (Dependență a bailiwick-ului Guernsey)                                                                     | Tenants | John Singer și Julia Singer         | 1 octombrie 2008                     |
| Jersey                                                                                     | Coroana britanică (Dependență a Coroanei Britanice)                                                                 | Rege al Regatului Unit, Duce de Normandia                                                                   | Charles al III-lea                  | 8 septembrie 2022                    |
| Jersey                                                                                     | Coroana britanică (Dependență a Coroanei Britanice)                                                                 | Locotenent guvernator                                                                                       | Jerry Kyd                           | 8 octombrie 2022                     |
| Jersey                                                                                     | Coroana britanică (Dependență a Coroanei Britanice)                                                                 | Bailiff | sir Tim Le Cocq ,                   | 12 octombrie 2019                    |
| Jersey                                                                                     | Coroana britanică (Dependență a Coroanei Britanice)                                                                 | Ministru Șef                                                                                                | Lyndon Farnham                      | 30 ianuarie 2024                     |
| Jethou                                                                                     | Guernsey (Dependență a bailiwick-ului Guernsey)                                                                     | Locotenent guvernator al bailiwick-ului Guernsey                                                            | Richard Cripwell                    | 15 februarie 2022                    |
| Jethou                                                                                     | Guernsey (Dependență a bailiwick-ului Guernsey)                                                                     | Bailiff de Guernsey                                                                                         | sir Richard McMahon ,               | 9 mai 2020                           |
| Jethou                                                                                     | Guernsey (Dependență a bailiwick-ului Guernsey)                                                                     | Președinți ai Comitetului pentru Politici și Resurse al bailiwick-ului Guernsey (miniștri șefi) (succesivi) | Lindsay de Sausmarez                | 1 iulie 2025                         |
| Jethou                                                                                     | Guernsey (Dependență a bailiwick-ului Guernsey)                                                                     | Președinți ai Comitetului pentru Politici și Resurse al bailiwick-ului Guernsey (miniștri șefi) (succesivi) | Lyndon Trott                        | 14 decembrie 2023                    |
| Jethou                                                                                     | Guernsey (Dependență a bailiwick-ului Guernsey)                                                                     | Subtenants                                                                                                  | sir Peter Ogden și sir Philip Hulme | 1995                                 |
| Lihou                                                                                      | Guernsey (Dependență a bailiwick-ului Guernsey)                                                                     | Locotenent guvernator al bailiwick-ului Guernsey                                                            | sir Richard Cripwell                | 15 februarie 2022                    |
| Lihou                                                                                      | Guernsey (Dependență a bailiwick-ului Guernsey)                                                                     | Bailiff de Guernsey                                                                                         | sir Richard McMahon ,               | 9 mai 2020                           |
| Lihou                                                                                      | Guernsey (Dependență a bailiwick-ului Guernsey)                                                                     | Președinți ai Comitetului pentru Politici și Resurse al bailiwick-ului Guernsey (miniștri șefi) (succesivi) | Lindsay de Sausmarez                | 1 iulie 2025                         |
| Lihou                                                                                      | Guernsey (Dependență a bailiwick-ului Guernsey)                                                                     | Președinți ai Comitetului pentru Politici și Resurse al bailiwick-ului Guernsey (miniștri șefi) (succesivi) | Lyndon Trott                        | 14 decembrie 2023                    |
| Lihou                                                                                      | Guernsey (Dependență a bailiwick-ului Guernsey)                                                                     | Administrator                                                                                               | Steve Sarre                         | septembrie 2019                      |
| Man, Insula                                                                                | Coroana britanică (Dependență a Coroanei Britanice)                                                                 | Rege al Regatului Unit, Lord de Man                                                                         | Charles al III-lea                  | 8 septembrie 2022                    |
| Man, Insula                                                                                | Coroana britanică (Dependență a Coroanei Britanice)                                                                 | Locotenent guvernator                                                                                       | sir John Lorimer                    | 29 septembre 2021                    |
| Man, Insula                                                                                | Coroana britanică (Dependență a Coroanei Britanice)                                                                 | Prim deemster                                                                                               | Andrew Corlett                      | 10 iulie 2018                        |
| Man, Insula                                                                                | Coroana britanică (Dependență a Coroanei Britanice)                                                                 | Ministru Șef                                                                                                | Alfred Cannan                       | 12 octombrie 2021                    |
| Montserrat                                                                                 | Regatul Unit (Teritoriu de peste mări)                                                                              | Rege al Regatului Unit                                                                                      | Charles al III-lea                  | 8 septembrie 2022                    |
| Montserrat                                                                                 | Regatul Unit (Teritoriu de peste mări)                                                                              | Guvernatoare                                                                                                | Sarah Tucker                        | 6 aprilie 2022                       |
| Montserrat                                                                                 | Regatul Unit (Teritoriu de peste mări)                                                                              | Premier | Reuben Meade                        | 25 octombrie 2024                    |
| Pitcairn, Insulele                                                                         | Regatul Unit (Teritoriu de peste mări)                                                                              | Rege al Regatului Unit                                                                                      | Charles al III-lea                  | 8 septembrie 2022                    |
| Pitcairn, Insulele                                                                         | Regatul Unit (Teritoriu de peste mări)                                                                              | Guvernatoare                                                                                                | Iona Thomas                         | 9 august 2022                        |
| Pitcairn, Insulele                                                                         | Regatul Unit (Teritoriu de peste mări)                                                                              | Administratoare                                                                                             | Lindsy Thompson                     | 2 aprilie 2024                       |
| Pitcairn, Insulele                                                                         | Regatul Unit (Teritoriu de peste mări)                                                                              | Primar | Simon Young                         | 1 ianuarie 2023                      |
| Rockall                                                                                    | Scoția [Stâncă nelocuită și izolată atașată Consiliului Unitar Hebridele Exterioare (na h-Eileanan Siar)]           | Secretar de Stat pentru Scoția                                                                              | Ian Murray                          | 6 iulie 2024                         |
| Rockall                                                                                    | Scoția [Stâncă nelocuită și izolată atașată Consiliului Unitar Hebridele Exterioare (na h-Eileanan Siar)]           | Prim ministru al Scoției                                                                                    | John Swinney                        | 8 mai 2024                           |
| Rockall                                                                                    | Scoția [Stâncă nelocuită și izolată atașată Consiliului Unitar Hebridele Exterioare (na h-Eileanan Siar)]           | Președinte al Consiliului Hebridelor Exterioare                                                             | Kenneth Macleod                     | 17 mai 2022                          |
| Rockall                                                                                    | Scoția [Stâncă nelocuită și izolată atașată Consiliului Unitar Hebridele Exterioare (na h-Eileanan Siar)]           | Lider al Consiliului Hebridelor Exterioare                                                                  | Paul Steele                         | 17 mai 2022                          |
| Rockall                                                                                    | Scoția [Stâncă nelocuită și izolată atașată Consiliului Unitar Hebridele Exterioare (na h-Eileanan Siar)]           | Director executiv al Consiliului Hebridelor Exterioare                                                      | Malcolm Burr                        | octombrie 2005                       |
| Sark                                                                                       | Guernsey (Dependență a bailiwick-ului Guernsey)                                                                     | Locotenent guvernator al bailiwick-ului Guernsey                                                            | sir Richard Cripwell                | 15 februarie 2022                    |
| Sark                                                                                       | Guernsey (Dependență a bailiwick-ului Guernsey)                                                                     | Bailiff de Guernsey                                                                                         | sir Richard McMahon ,               | 9 mai 2020                           |
| Sark                                                                                       | Guernsey (Dependență a bailiwick-ului Guernsey)                                                                     | Președinți ai Comitetului pentru Politici și Resurse al bailiwick-ului Guernsey (miniștri șefi) (succesivi) | Lindsay de Sausmarez                | 1 iulie 2025                         |
| Sark                                                                                       | Guernsey (Dependență a bailiwick-ului Guernsey)                                                                     | Președinți ai Comitetului pentru Politici și Resurse al bailiwick-ului Guernsey (miniștri șefi) (succesivi) | Lyndon Trott                        | 14 decembrie 2023                    |
| Sark                                                                                       | Guernsey (Dependență a bailiwick-ului Guernsey)                                                                     | Senior | Christopher Beaumont                | 3 iulie 2016                         |
| Sfânta Elena, Ascension și Tristan da Cunha (Saint Helena, Ascension and Tristan da Cunha) | Regatul Unit (Teritoriu de peste mări)                                                                              | Rege al Regatului Unit                                                                                      | Charles al III-lea                  | 8 septembrie 2022                    |
| Sfânta Elena, Ascension și Tristan da Cunha (Saint Helena, Ascension and Tristan da Cunha) | Regatul Unit (Teritoriu de peste mări)                                                                              | Guvernator                                                                                                  | Nigel Phillips                      | 13 august 2022                       |
| Sfânta Elena, Ascension și Tristan da Cunha (Saint Helena, Ascension and Tristan da Cunha) | Regatul Unit (Teritoriu de peste mări)                                                                              | Ministru Șef                                                                                                | Julie Dorne Thomas                  | 25 octombrie 2021                    |
| Zona Antarctică Britanică ,                                                                | Regatul Unit (Teritoriu de peste mări)                                                                              | Rege al Regatului Unit                                                                                      | Charles al III-lea                  | 8 septembrie 2022                    |
| Zona Antarctică Britanică ,                                                                | Regatul Unit (Teritoriu de peste mări)                                                                              | Comisar | Jane Rumble                         | 27 august 2024                       |
| Zona Antarctică Britanică ,                                                                | Regatul Unit (Teritoriu de peste mări)                                                                              | Administratoare                                                                                             | Natalie Allen                       | 30 octombrie 2023                    |
| Teritoriul Britanic din Oceanul Indian                                                     | Regatul Unit (Teritoriu de peste mări)                                                                              | Rege al Regatului Unit                                                                                      | Charles al III-lea                  | 8 septembrie 2022                    |
| Teritoriul Britanic din Oceanul Indian                                                     | Regatul Unit (Teritoriu de peste mări)                                                                              | Comisar | Nishi Dholakia                      | 19 august 2024                       |
| Teritoriul Britanic din Oceanul Indian                                                     | Regatul Unit (Teritoriu de peste mări)                                                                              | Administratori (succesivi)                                                                                  | Michael Vidler                      | 6 ianuarie 2025                      |
| Teritoriul Britanic din Oceanul Indian                                                     | Regatul Unit (Teritoriu de peste mări)                                                                              | Administratori (succesivi)                                                                                  | Bob Fairweather                     | 24 septembrie 2024 -- 1 aprilie 2025 |
| Teritoriul Britanic din Oceanul Indian                                                     | Regatul Unit (Teritoriu de peste mări)                                                                              | Reprezentanți ai comisarului (succesivi)                                                                    | Andrew Frederick Williams           | 24 ianuarire 2025                    |
| Teritoriul Britanic din Oceanul Indian                                                     | Regatul Unit (Teritoriu de peste mări)                                                                              | Reprezentanți ai comisarului (succesivi)                                                                    | Roger Malone                        | 24 ianuarire 2024                    |
| Tristan da Cunha                                                                           | Sfânta Elena, Ascension și Tristan da Cunha (Componenră a teritoriului Sfânta Elena, Ascensión și Tristan da Cunha) | Guvernator al teritoriului Sfânta Elena, Ascensión și Tristan da Cunha                                      | Nigel Phillips                      | 22 noiembrie 2022                    |
| Tristan da Cunha                                                                           | Sfânta Elena, Ascension și Tristan da Cunha (Componenră a teritoriului Sfânta Elena, Ascensión și Tristan da Cunha) | Administrator                                                                                               | Philip Kendall                      | 26 septembrie 2023                   |
| Turks și Caicos, Insulele                                                                  | Regatul Unit (Teritoriu de peste mări)                                                                              | Rege al Regatului Unit                                                                                      | Charles al III-lea                  | 8 septembrie 2022                    |
| Turks și Caicos, Insulele                                                                  | Regatul Unit (Teritoriu de peste mări)                                                                              | Guvernatoare                                                                                                | Dileeni Daniel-Selvaratnam          | 29 iunie 2023                        |
| Turks și Caicos, Insulele                                                                  | Regatul Unit (Teritoriu de peste mări)                                                                              | Premier | Washington Misick                   | 20 februarie 2021                    |
| Virgine Britanice, Insulele                                                                | Regatul Unit (Teritoriu de peste mări)                                                                              | Rege al Regatului Unit                                                                                      | Charles al III-lea                  | 8 septembrie 2022                    |
| Virgine Britanice, Insulele                                                                | Regatul Unit (Teritoriu de peste mări)                                                                              | Guvernator                                                                                                  | Daniel Pruce                        | 29 ianuarie 2024                     |
| Virgine Britanice, Insulele                                                                | Regatul Unit (Teritoriu de peste mări)                                                                              | Premier | Natalio Wheatley                    | 28 aprilie 2022                      |

## Departamente și colectivități de peste mări și teritorii cu statut special franceze
| Teritoriu                                            | Suveranitate și statut                                        | Funcția                                                                           | Numele                          | Începând cu        |
| ---------------------------------------------------- | ------------------------------------------------------------- | --------------------------------------------------------------------------------- | ------------------------------- | ------------------ |
| Clipperton, Insula                                   | Franța · (Domeniu public maritim al statului nelocuit)        | Președinte al Republicii Franceze                                                 | Emmanuel Macron                 | 14 mai 2017        |
| Clipperton, Insula                                   | Franța · (Domeniu public maritim al statului nelocuit)        | Administrator                                                                     | Manuel Valls                    | 23 decembrie 2024  |
| Clipperton, Insula                                   | Franța · (Domeniu public maritim al statului nelocuit)        | Administrator delegat ,                                                           | Éric Spitz                      | 26 septembrie 2022 |
| Domeniile franceze din Israel                        | Franța · (Posesiuni ale statului)                             | Președinte al Republicii Franceze                                                 | Emmanuel Macron                 | 14 mai 2017        |
| Domeniile franceze din Israel                        | Franța · (Posesiuni ale statului)                             | Ministru al Europei și al Afacerilor Externe ai Republicii Franceze               | Jean-Noël Barrot                | 21 septembrie 2024 |
| Domeniile franceze din Israel                        | Franța · (Posesiuni ale statului)                             | Administrator                                                                     | Nicolas Kassianides             | 25 august 2023     |
| Domeniile franceze din insula Sfânta Elena           | Franța · (Posesiuni ale statului)                             | Președinte al Republicii Franceze                                                 | Emmanuel Macron                 | 14 mai 2017        |
| Domeniile franceze din insula Sfânta Elena           | Franța · (Posesiuni ale statului)                             | Ministru al Europei și al Afacerilor Externe ai Republicii Franceze               | Jean-Noël Barrot                | 21 septembrie 2024 |
| Domeniile franceze din insula Sfânta Elena           | Franța · (Posesiuni ale statului)                             | Consul onorar al Franței la Jamestown (Sfânta Elena)                              | Michel Dancoisne-Martineau      | 1 decembrie 1987   |
| Domeniile franceze din insula Sfânta Elena           | Franța · (Posesiuni ale statului)                             | Conservator                                                                       | Michel Dancoisne-Martineau      | 5 august 1991      |
| Domeniile franceze la Vatican                        | Franța · (Posesiuni ale statului)                             | Președinte al Republicii Franceze                                                 | Emmanuel Macron                 | 14 mai 2017        |
| Domeniile franceze la Vatican                        | Franța · (Posesiuni ale statului)                             | Ministru al Europei și al Afacerilor Externe ai Republicii Franceze               | Jean-Noël Barrot                | 21 septembrie 2024 |
| Domeniile franceze la Vatican                        | Franța · (Posesiuni ale statului)                             | Președintǎ a Congregației Generale                                                | Florence Mangin                 | 28 martie 2022     |
| Domeniile franceze la Vatican                        | Franța · (Posesiuni ale statului)                             | Administrator al Fundației Așezămintelor Pioase ale Franței la Roma și la Lorette | părintele Renaud Escande        | 15 februarie 2023  |
| Guadelupa                                            | Franța · (Departament de peste mări)                          | Președinte al Republicii Franceze                                                 | Emmanuel Macron                 | 14 mai 2017        |
| Guadelupa                                            | Franța · (Departament de peste mări)                          | Prefect                                                                           | Xavier Lefort                   | 6 februarie 2023   |
| Guadelupa                                            | Franța · (Departament de peste mări)                          | Președinte al Consilului Regional                                                 | Ary Chalus                      | 18 decembrie 2015  |
| Guadelupa                                            | Franța · (Departament de peste mări)                          | Președinte al Consililui Departamental                                            | Guy Losbar                      | 1 iulie 2021       |
| Guyana Franceză                                      | Franța · (Departament de peste mări)                          | Președinte al Republicii Franceze                                                 | Emmanuel Macron                 | 14 mai 2017        |
| Guyana Franceză                                      | Franța · (Departament de peste mări)                          | Prefect                                                                           | Antoine Poussier                | 21 august 2023     |
| Guyana Franceză                                      | Franța · (Departament de peste mări)                          | Președinte al Adunării                                                            | Gabriel Serville                | 2 iulie 2021       |
| Casa Hauteville (Hauteville House)                   | Paris (Proprietate a primăriei Parisului în Insula Guernesey) | Președinte al Republicii Franceze                                                 | Emmanuel Macron                 | 14 mai 2017        |
| Casa Hauteville (Hauteville House)                   | Paris (Proprietate a primăriei Parisului în Insula Guernesey) | Ministru al Europei și al Afacerilor Externe ai Republicii Franceze               | Jean-Noël Barrot                | 21 septembrie 2024 |
| Casa Hauteville (Hauteville House)                   | Paris (Proprietate a primăriei Parisului în Insula Guernesey) | Primar al Parisului                                                               | Anne Hidalgo                    | 5 aprilie 2014     |
| Casa Hauteville (Hauteville House)                   | Paris (Proprietate a primăriei Parisului în Insula Guernesey) | Consul onorar al Franței la Saint Peter Port (Guernsey)                           | Odile Blanchette                | ianuarie 2003      |
| Casa Hauteville (Hauteville House)                   | Paris (Proprietate a primăriei Parisului în Insula Guernesey) | Conservatoare                                                                     | Odile Blanchette                | ianuarie 2003      |
| Martinica                                            | Franța · (Departament de peste mări)                          | Președinte al Republicii Franceze                                                 | Emmanuel Macron                 | 14 mai 2017        |
| Martinica                                            | Franța · (Departament de peste mări)                          | Prefecți (succesivi)                                                              | Étienne Desplanques             | 10 februarie 2025  |
| Martinica                                            | Franța · (Departament de peste mări)                          | Prefecți (succesivi)                                                              | Aurélien Adam (interimar)       | 6 februarie 2025   |
| Martinica                                            | Franța · (Departament de peste mări)                          | Prefecți (succesivi)                                                              | Jean Christophe Bouvier         | 23 august 2022     |
| Martinica                                            | Franța · (Departament de peste mări)                          | Președinte al Consiliului Executiv                                                | Serge Letchimy                  | 2 iulie 2021       |
| Mayotte                                              | Franța · (Departament de peste mări)                          | Președinte al Republicii Franceze                                                 | Emmanuel Macron                 | 14 mai 2017        |
| Mayotte                                              | Franța · (Departament de peste mări)                          | Prefect                                                                           | François-Xavier Bieuville       | 24 februarie 2024  |
| Mayotte                                              | Franța · (Departament de peste mări)                          | Președinte al Consililui Departamental                                            | Ben Issa Ousseni                | 1 iulie 2021       |
| Noua Caledonie                                       | Franța · (Colectivitate de peste mări sui generis)            | Președinte al Republicii Franceze                                                 | Emmanuel Macron                 | 14 mai 2017        |
| Noua Caledonie                                       | Franța · (Colectivitate de peste mări sui generis)            | Înalți Comisari ai Republicii (succesivi)                                         | Jacques Billant                 | 3 mai 2025         |
| Noua Caledonie                                       | Franța · (Colectivitate de peste mări sui generis)            | Înalți Comisari ai Republicii (succesivi)                                         | Stanislas Alfonsini (interimar) | 2 mai 2025         |
| Noua Caledonie                                       | Franța · (Colectivitate de peste mări sui generis)            | Înalți Comisari ai Republicii (succesivi)                                         | Louis Le Franc                  | 6 februarie 2023   |
| Noua Caledonie                                       | Franța · (Colectivitate de peste mări sui generis)            | Președinți ai Guvernului (succesivi)                                              | Alcide Ponga                    | 15 ianuarie 2025   |
| Noua Caledonie                                       | Franța · (Colectivitate de peste mări sui generis)            | Președinți ai Guvernului (succesivi)                                              | Louis Mapou                     | 7 iulie 2021       |
| Polinezia Franceză                                   | Franța · (Colectivitate de peste mări franceză)               | Președinte al Republicii Franceze                                                 | Emmanuel Macron                 | 14 mai 2017        |
| Polinezia Franceză                                   | Franța · (Colectivitate de peste mări franceză)               | Înalt Comisar al Republicii                                                       | Éric Spitz                      | 26 septembrie 2022 |
| Polinezia Franceză                                   | Franța · (Colectivitate de peste mări franceză)               | Președinte                                                                        | Moetai Brotherson               | 12 mai 2023        |
| Réunion                                              | Franța · (Departament de peste mări)                          | Președinte al Republicii Franceze                                                 | Emmanuel Macron                 | 14 mai 2017        |
| Réunion                                              | Franța · (Departament de peste mări)                          | Prefect                                                                           | Patrice Latron                  | 18 noiembrie 2024  |
| Réunion                                              | Franța · (Departament de peste mări)                          | Președintă a Consiliului Regional                                                 | Huguette Bello                  | 2 iulie 2021       |
| Réunion                                              | Franța · (Departament de peste mări)                          | Președinte al Consililui Departamental                                            | Cyrille Melchior                | 18 decembrie 2017  |
| Sfântul Bartolomeu [Saint Barthélemy (Barth)]        | Franța · (Colectivitate de peste mări)                        | Președinte al Republicii Franceze                                                 | Emmanuel Macron                 | 14 mai 2017        |
| Sfântul Bartolomeu [Saint Barthélemy (Barth)]        | Franța · (Colectivitate de peste mări)                        | Prefecți (succesivi) ,                                                            | Cyrille Le Vély                 | 10 februarie 2025  |
| Sfântul Bartolomeu [Saint Barthélemy (Barth)]        | Franța · (Colectivitate de peste mări)                        | Prefecți (succesivi) ,                                                            | Xavier Lefort                   | 6 februarie 2023   |
| Sfântul Bartolomeu [Saint Barthélemy (Barth)]        | Franța · (Colectivitate de peste mări)                        | Prefecți delegați (succesivi)                                                     | funcție desființată             | 10 februarie 2025  |
| Sfântul Bartolomeu [Saint Barthélemy (Barth)]        | Franța · (Colectivitate de peste mări)                        | Prefecți delegați (succesivi)                                                     | Fabrice Thibier (interimar)     | 6 februarie 2025   |
| Sfântul Bartolomeu [Saint Barthélemy (Barth)]        | Franța · (Colectivitate de peste mări)                        | Prefecți delegați (succesivi)                                                     | Vincent Berton                  | 28 martie 2022     |
| Sfântul Bartolomeu [Saint Barthélemy (Barth)]        | Franța · (Colectivitate de peste mări)                        | Președinte al Consililui Teritorial                                               | Xavier Lédée                    | 3 avril 2022       |
| Sfântul Martin [Saint Martin (France)]               | Franța · (Colectivitate de peste mări)                        | Președinte al Republicii Franceze                                                 | Emmanuel Macron                 | 14 mai 2017        |
| Sfântul Martin [Saint Martin (France)]               | Franța · (Colectivitate de peste mări)                        | Prefecți (succesivi) ,                                                            | Cyrille Le Vély                 | 10 februarie 2025  |
| Sfântul Martin [Saint Martin (France)]               | Franța · (Colectivitate de peste mări)                        | Prefecți (succesivi) ,                                                            | Xavier Lefort                   | 6 februarie 2023   |
| Sfântul Martin [Saint Martin (France)]               | Franța · (Colectivitate de peste mări)                        | Prefecți delegați (succesivi)                                                     | funcție desființată             | 10 februarie 2025  |
| Sfântul Martin [Saint Martin (France)]               | Franța · (Colectivitate de peste mări)                        | Prefecți delegați (succesivi)                                                     | Fabrice Thibier (interimar)     | 6 februarie 2025   |
| Sfântul Martin [Saint Martin (France)]               | Franța · (Colectivitate de peste mări)                        | Prefecți delegați (succesivi)                                                     | Vincent Berton                  | 28 martie 2022     |
| Sfântul Martin [Saint Martin (France)]               | Franța · (Colectivitate de peste mări)                        | Președinte al Consililui Teritorial                                               | Louis Mussington                | 3 aprilie 2022     |
| Sfântul Petru și Miquelon (Saint Pierre et Miquelon) | Franța · (Colectivitate de peste mări)                        | Președinte al Republicii Franceze                                                 | Emmanuel Macron                 | 14 mai 2017        |
| Sfântul Petru și Miquelon (Saint Pierre et Miquelon) | Franța · (Colectivitate de peste mări)                        | Prefect                                                                           | Bruno André                     | 21 august 2023     |
| Sfântul Petru și Miquelon (Saint Pierre et Miquelon) | Franța · (Colectivitate de peste mări)                        | Președinte al Consililui Teritorial                                               | Bernard Briand                  | 13 octombrie 2020  |
| Teritoriile australe și antarctice franceze          | Franța · (Teritoriu de peste mări)                            | Președinte al Republicii Franceze                                                 | Emmanuel Macron                 | 14 mai 2017        |
| Teritoriile australe și antarctice franceze          | Franța · (Teritoriu de peste mări)                            | Prefect administratoare superioară                                                | Florence Jeanblanc-Risler       | 27 octombrie 2022  |
| Wallis și Futuna (vezi și : §12)                     | Franța · (Colectivitate de peste mări)                        | Președinte al Republicii Franceze                                                 | Emmanuel Macron                 | 14 mai 2017        |
| Wallis și Futuna (vezi și : §12)                     | Franța · (Colectivitate de peste mări)                        | Administrator superior                                                            | Blaise Gourtay                  | 21 august 2023     |
| Wallis și Futuna (vezi și : §12)                     | Franța · (Colectivitate de peste mări)                        | Președinte al Adunării Teritoriale                                                | Munipoese Muli'aka'aka          | 25 martie 2022     |

## Dependințe și teritorii speciale ale Norvegiei
| Teritoriu                               | Suveranitate și statut                          | Funcția                                               | Numele            | Începând cu      |  |
| --------------------------------------- | ----------------------------------------------- | ----------------------------------------------------- | ----------------- | ---------------- |  |
| Bouvet, Insula                          | Norvegia · (Dependență nelocuită)               | Rege al Norvegiei                                     | Harald al V-lea , | 17 ianuarie 1991 |  |
| Bouvet, Insula                          | Norvegia · (Dependență nelocuită)               | Director general al Departamentului Afacerilor Polare | Øystein Mortensen | 2 octombrie 2015 |  |
| Bouvet, Insula                          | Norvegia · (Dependență nelocuită)               | Directoare a Institutului Polar Norvegian             | Camilla Brekke    | septembrie 2023  |  |
| Jan Mayen, Insula                       | Norvegia · (Componentă a Regatului Norvegiei)   | Rege al Norvegiei                                     | Harald al V-lea , | 17 ianuarie 1991 |  |
| Jan Mayen, Insula                       | Norvegia · (Componentă a Regatului Norvegiei)   | Administrator                                         | Tom Cato Karlsen  | 1 ianuarie 2019  |  |
| Petru I, Insula (Peter I Øy)            | Norvegia · (Dependență nelocuită)               | Rege al Norvegiei                                     | Harald al V-lea , | 17 ianuarie 1991 |  |
| Petru I, Insula (Peter I Øy)            | Norvegia · (Dependență nelocuită)               | Director general al Departamentului Afacerilor Polare | Øystein Mortensen | 2 octombrie 2015 |  |
| Petru I, Insula (Peter I Øy)            | Norvegia · (Dependență nelocuită)               | Directoare a Institutului Polar Norvegian             | Camilla Brekke    | septembrie 2023  |  |
| Svalbard                                | Norvegia · (Teritoriu cu suveranitate specială) | Rege al Norvegiei                                     | Harald al V-lea , | 17 ianuarie 1991 |  |
| Svalbard                                | Norvegia · (Teritoriu cu suveranitate specială) | Guvernator (Sysselmester)                             | Lars Fause        | 24 iunie 2021    |  |
| Țara Reginei Maud (Dronning Mauds Land) | Norvegia · (Dependență nelocuită)               | Rege al Norvegiei                                     | Harald al V-lea , | 17 ianuarie 1991 |  |
| Țara Reginei Maud (Dronning Mauds Land) | Norvegia · (Dependență nelocuită)               | Director general al Departamentului Afacerilor Polare | Øystein Mortensen | 2 octombrie 2015 |  |
| Țara Reginei Maud (Dronning Mauds Land) | Norvegia · (Dependență nelocuită)               | Directoare a Institutului Polar Norvegian             | Camilla Brekke    | septembrie 2023  |  |

## Dependințe și teritorii speciale ale Noii-Zeelande
| Teritoriu                          | Suveranitate și statut                                 | Funcția                                         | Numele             | Începând cu        |
| ---------------------------------- | ------------------------------------------------------ | ----------------------------------------------- | ------------------ | ------------------ |
| Cook, Insulele                     | Noua Zeelandă · (Stat independent în liberă asociere)  | Rege al Noii Zeelende                           | Charles al III-lea | 8 septembrie 2022  |
| Cook, Insulele                     | Noua Zeelandă · (Stat independent în liberă asociere)  | Reprezentant al regelui                         | sir Tom Marsters   | 27 iulie 2013      |
| Cook, Insulele                     | Noua Zeelandă · (Stat independent în liberă asociere)  | Înalt Comisar al Noii Zeelande                  | Catherine Graham   | 11 septembrie 2024 |
| Cook, Insulele                     | Noua Zeelandă · (Stat independent în liberă asociere)  | Prim-ministru                                   | Mark Brown         | 30 septembrie 2020 |
| Niue, Insule                       | Noua Zeelandă · (Teritoriu autonom în liberă asociere) | Rege al Noii Zeelende                           | Charles al III-lea | 8 septembrie 2022  |
| Niue, Insule                       | Noua Zeelandă · (Teritoriu autonom în liberă asociere) | Reprezentantǎ a regelui                         | dame Cindy Kiro    | 21 octombrie 2021  |
| Niue, Insule                       | Noua Zeelandă · (Teritoriu autonom în liberă asociere) | Înalt Comisar al Noii Zeelande                  | Mark Gibb          | 5 martie 2024      |
| Niue, Insule                       | Noua Zeelandă · (Teritoriu autonom în liberă asociere) | Prim-ministru                                   | Dalton Tagelagi    | 3 septembrie 2024  |
| Ross, Dependența (Ross Dependency) | Noua Zeelandă · (Dependență nelocuită)                 | Rege al Noii Zeelende                           | Charles al III-lea | 8 septembrie 2022  |
| Ross, Dependența (Ross Dependency) | Noua Zeelandă · (Dependență nelocuită)                 | Guvernatoare generalǎ a Noii Zeelende           | dame Cindy Kiro    | 21 octombrie 2021  |
| Ross, Dependența (Ross Dependency) | Noua Zeelandă · (Dependență nelocuită)                 | Directoare generalǎ a Antarcticii Noii Zeelende | Sarah Williamson   | iunie 2019         |
| Tokelau                            | Noua Zeelandă · (Teritoriu autonom în liberă asociere) | Rege al Noii Zeelende                           | Charles al III-lea | 8 septembrie 2022  |
| Tokelau                            | Noua Zeelandă · (Teritoriu autonom în liberă asociere) | Guvernatoare generală a Noii Zeelende           | dame Cindy Kiro    | 21 octombrie 2021  |
| Tokelau                            | Noua Zeelandă · (Teritoriu autonom în liberă asociere) | Administrator                                   | Don Higgins        | 2022               |
| Tokelau                            | Noua Zeelandă · (Teritoriu autonom în liberă asociere) | Șefi ai Guvernului (Ulu o Tokelau) (succesivi)  | Fofo Tuisano       | 17 martie 2025     |
| Tokelau                            | Noua Zeelandă · (Teritoriu autonom în liberă asociere) | Șefi ai Guvernului (Ulu o Tokelau) (succesivi)  | Alapati Tavite     | 12 martie 2024     |

## Teritorii speciale ale Statelor Unite ale Americii
| Teritoriu                        | Suveranitate și statut                                                                                             | Funcția                                                                                  | Numele                            | Începând cu       |
| -------------------------------- | --- | ---------------------------------------------------------------------------------------- | --------------------------------- | ----------------- |
| Baker, Insula                    | Statele Unite ale Americii · (Teritoriu neîncorporat, neorganizat, nelocuit)                                       | Președinți ai Statelor Unite ale Americii (succesivi)                                    | Donald Trump                      | 20 ianuarie 2025  |
| Baker, Insula                    | Statele Unite ale Americii · (Teritoriu neîncorporat, neorganizat, nelocuit)                                       | Președinți ai Statelor Unite ale Americii (succesivi)                                    | Joe Biden                         | 20 ianuarie 2021  |
| Baker, Insula                    | Statele Unite ale Americii · (Teritoriu neîncorporat, neorganizat, nelocuit)                                       | Directori ai Servicului Pescuitului și Faunei al Statelor Unite ale Americii (succesivi) | Paul Souza (interimar)            | 20 ianuarie 2025  |
| Baker, Insula                    | Statele Unite ale Americii · (Teritoriu neîncorporat, neorganizat, nelocuit)                                       | Directori ai Servicului Pescuitului și Faunei al Statelor Unite ale Americii (succesivi) | Martha Williams                   | 20 ianuarie 2021  |
| Guam                             | Statele Unite ale Americii · (Teritoriu neîncorporat, organizat)                                                   | Președinți ai Statelor Unite ale Americii (succesivi)                                    | Donald Trump                      | 20 ianuarie 2025  |
| Guam                             | Statele Unite ale Americii · (Teritoriu neîncorporat, organizat)                                                   | Președinți ai Statelor Unite ale Americii (succesivi)                                    | Joe Biden                         | 20 ianuarie 2021  |
| Guam                             | Statele Unite ale Americii · (Teritoriu neîncorporat, organizat)                                                   | Guvernator                                                                               | Lou Leon Guerrero                 | 7 ianuarie 2019   |
| Guantanamo, Stația Navală Golful | Statele Unite ale Americii · (Bază navală închiriată)                                                              | Președinți ai Statelor Unite ale Americii (succesivi)                                    | Donald Trump                      | 20 ianuarie 2025  |
| Guantanamo, Stația Navală Golful | Statele Unite ale Americii · (Bază navală închiriată)                                                              | Președinți ai Statelor Unite ale Americii (succesivi)                                    | Joe Biden                         | 20 ianuarie 2021  |
| Guantanamo, Stația Navală Golful | Statele Unite ale Americii · (Bază navală închiriată)                                                              | Comandant al bazei                                                                       | Michael Stephen                   | 6 iunie 2024      |
| Howland, Insula                  | Statele Unite ale Americii · (Teritoriu neîncorporat, neorganizat, nelocuit)                                       | Președinți ai Statelor Unite ale Americii (succesivi)                                    | Donald Trump                      | 20 ianuarie 2025  |
| Howland, Insula                  | Statele Unite ale Americii · (Teritoriu neîncorporat, neorganizat, nelocuit)                                       | Președinți ai Statelor Unite ale Americii (succesivi)                                    | Joe Biden                         | 20 ianuarie 2021  |
| Howland, Insula                  | Statele Unite ale Americii · (Teritoriu neîncorporat, neorganizat, nelocuit)                                       | Directori ai Servicului Pescuitului și Faunei al Statelor Unite ale Americii (succesivi) | Paul Souza (interimar)            | 20 ianuarie 2025  |
| Howland, Insula                  | Statele Unite ale Americii · (Teritoriu neîncorporat, neorganizat, nelocuit)                                       | Directori ai Servicului Pescuitului și Faunei al Statelor Unite ale Americii (succesivi) | Martha Williams                   | 20 ianuarie 2021  |
| Jarvis, Insula                   | Statele Unite ale Americii (Teritoriu neîncorporat, neorganizat, nelocuit)                                         | Președinți ai Statelor Unite ale Americii (succesivi)                                    | Donald Trump                      | 20 ianuarie 2025  |
| Jarvis, Insula                   | Statele Unite ale Americii (Teritoriu neîncorporat, neorganizat, nelocuit)                                         | Președinți ai Statelor Unite ale Americii (succesivi)                                    | Joe Biden                         | 20 ianuarie 2021  |
| Jarvis, Insula                   | Statele Unite ale Americii (Teritoriu neîncorporat, neorganizat, nelocuit)                                         | Directori ai Servicului Pescuitului și Faunei al Statelor Unite ale Americii (succesivi) | Paul Souza (interimar)            | 20 ianuarie 2025  |
| Jarvis, Insula                   | Statele Unite ale Americii (Teritoriu neîncorporat, neorganizat, nelocuit)                                         | Directori ai Servicului Pescuitului și Faunei al Statelor Unite ale Americii (succesivi) | Martha Williams                   | 20 ianuarie 2021  |
| Johnston, Atolul                 | Statele Unite ale Americii (Teritoriu neîncorporat, neorganizat, nelocuit)                                         | Președinți ai Statelor Unite ale Americii (succesivi)                                    | Donald Trump                      | 20 ianuarie 2025  |
| Johnston, Atolul                 | Statele Unite ale Americii (Teritoriu neîncorporat, neorganizat, nelocuit)                                         | Președinți ai Statelor Unite ale Americii (succesivi)                                    | Joe Biden                         | 20 ianuarie 2021  |
| Johnston, Atolul                 | Statele Unite ale Americii (Teritoriu neîncorporat, neorganizat, nelocuit)                                         | Directori ai Servicului Pescuitului și Faunei al Statelor Unite ale Americii (succesivi) | Paul Souza (interimar)            | 20 ianuarie 2025  |
| Johnston, Atolul                 | Statele Unite ale Americii (Teritoriu neîncorporat, neorganizat, nelocuit)                                         | Directori ai Servicului Pescuitului și Faunei al Statelor Unite ale Americii (succesivi) | Martha Williams                   | 20 ianuarie 2021  |
| Kingman, Reciful                 | Statele Unite ale Americii · (Teritoriu neîncorporat, neorganizat, nelocuit)                                       | Președinți ai Statelor Unite ale Americii (succesivi)                                    | Donald Trump                      | 20 ianuarie 2025  |
| Kingman, Reciful                 | Statele Unite ale Americii · (Teritoriu neîncorporat, neorganizat, nelocuit)                                       | Președinți ai Statelor Unite ale Americii (succesivi)                                    | Joe Biden                         | 20 ianuarie 2021  |
| Kingman, Reciful                 | Statele Unite ale Americii · (Teritoriu neîncorporat, neorganizat, nelocuit)                                       | Directori ai Servicului Pescuitului și Faunei al Statelor Unite ale Americii (succesivi) | Paul Souza (interimar)            | 20 ianuarie 2025  |
| Kingman, Reciful                 | Statele Unite ale Americii · (Teritoriu neîncorporat, neorganizat, nelocuit)                                       | Directori ai Servicului Pescuitului și Faunei al Statelor Unite ale Americii (succesivi) | Martha Williams                   | 20 ianuarie 2021  |
| Mariane de Nord, Insulele        | Statele Unite ale Americii · (Stat liber asociat cu Statele Unite ale Americii, teritoriu neîncorporat, organizat) | Președinți ai Statelor Unite ale Americii (succesivi)                                    | Donald Trump                      | 20 ianuarie 2025  |
| Mariane de Nord, Insulele        | Statele Unite ale Americii · (Stat liber asociat cu Statele Unite ale Americii, teritoriu neîncorporat, organizat) | Președinți ai Statelor Unite ale Americii (succesivi)                                    | Joe Biden                         | 20 ianuarie 2021  |
| Mariane de Nord, Insulele        | Statele Unite ale Americii · (Stat liber asociat cu Statele Unite ale Americii, teritoriu neîncorporat, organizat) | Guvernatori (succesivi)                                                                  | David M. Apatang                  | 23 iulie 2025     |
| Mariane de Nord, Insulele        | Statele Unite ale Americii · (Stat liber asociat cu Statele Unite ale Americii, teritoriu neîncorporat, organizat) | Guvernatori (succesivi)                                                                  | Arnold Palacios                   | 9 ianuarie 2023   |
| Midway, Atolul                   | Statele Unite ale Americii · (Teritoriu neîncorporat, neorganizat, nelocuit)                                       | Președinți ai Statelor Unite ale Americii (succesivi)                                    | Donald Trump                      | 20 ianuarie 2025  |
| Midway, Atolul                   | Statele Unite ale Americii · (Teritoriu neîncorporat, neorganizat, nelocuit)                                       | Președinți ai Statelor Unite ale Americii (succesivi)                                    | Joe Biden                         | 20 ianuarie 2021  |
| Midway, Atolul                   | Statele Unite ale Americii · (Teritoriu neîncorporat, neorganizat, nelocuit)                                       | Directori ai Servicului Pescuitului și Faunei al Statelor Unite ale Americii (succesivi) | Paul Souza (interimar)            | 20 ianuarie 2025  |
| Midway, Atolul                   | Statele Unite ale Americii · (Teritoriu neîncorporat, neorganizat, nelocuit)                                       | Directori ai Servicului Pescuitului și Faunei al Statelor Unite ale Americii (succesivi) | Martha Williams                   | 20 ianuarie 2021  |
| Navasa, Insula                   | Statele Unite ale Americii · (Teritoriu neîncorporat, neorganizat, nelocuit)                                       | Președinți ai Statelor Unite ale Americii (succesivi)                                    | Donald Trump                      | 20 ianuarie 2025  |
| Navasa, Insula                   | Statele Unite ale Americii · (Teritoriu neîncorporat, neorganizat, nelocuit)                                       | Președinți ai Statelor Unite ale Americii (succesivi)                                    | Joe Biden                         | 20 ianuarie 2021  |
| Navasa, Insula                   | Statele Unite ale Americii · (Teritoriu neîncorporat, neorganizat, nelocuit)                                       | Directori ai Servicului Pescuitului și Faunei al Statelor Unite ale Americii (succesivi) | Paul Souza (interimar)            | 20 ianuarie 2025  |
| Navasa, Insula                   | Statele Unite ale Americii · (Teritoriu neîncorporat, neorganizat, nelocuit)                                       | Directori ai Servicului Pescuitului și Faunei al Statelor Unite ale Americii (succesivi) | Martha Williams                   | 20 ianuarie 2021  |
| Palmyra, Atolul                  | Statele Unite ale Americii · (Teritoriu neîncorporat, neorganizat, nelocuit)                                       | Președinți ai Statelor Unite ale Americii (succesivi)                                    | Donald Trump                      | 20 ianuarie 2025  |
| Palmyra, Atolul                  | Statele Unite ale Americii · (Teritoriu neîncorporat, neorganizat, nelocuit)                                       | Președinți ai Statelor Unite ale Americii (succesivi)                                    | Joe Biden                         | 20 ianuarie 2021  |
| Palmyra, Atolul                  | Statele Unite ale Americii · (Teritoriu neîncorporat, neorganizat, nelocuit)                                       | Directori ai Servicului Pescuitului și Faunei al Statelor Unite ale Americii (interimar) | Paul Souza (interimar)            | 20 ianuarie 2025  |
| Palmyra, Atolul                  | Statele Unite ale Americii · (Teritoriu neîncorporat, neorganizat, nelocuit)                                       | Directori ai Servicului Pescuitului și Faunei al Statelor Unite ale Americii (interimar) | Martha Williams                   | 20 ianuarie 2021  |
| Palmyra, Atolul                  | Statele Unite ale Americii · (Teritoriu neîncorporat, neorganizat, nelocuit)                                       | Subsecretari pentru Afacerile Insulare a Statelor Unite ale Americii , (succesivi)       | William "Bill" Hague. (interimar) | mai 2025          |
| Palmyra, Atolul                  | Statele Unite ale Americii · (Teritoriu neîncorporat, neorganizat, nelocuit)                                       | Subsecretari pentru Afacerile Insulare a Statelor Unite ale Americii , (succesivi)       | John Brewer, Jr. (interimar)      | 20 ianuarie 2025  |
| Palmyra, Atolul                  | Statele Unite ale Americii · (Teritoriu neîncorporat, neorganizat, nelocuit)                                       | Subsecretari pentru Afacerile Insulare a Statelor Unite ale Americii , (succesivi)       | Carmen G. Cantor                  | 4 august 2022     |
| Palmyra, Atolul                  | Statele Unite ale Americii · (Teritoriu neîncorporat, neorganizat, nelocuit)                                       | Gestionar                                                                                | Ryan Wagner                       | 20 decembrie 2023 |
| Porto Rico                       | Statele Unite ale Americii · (Stat liber asociat cu Statele Unite ale Americii, teritoriu neîncorporat, organizat) | Președinți ai Statelor Unite ale Americii (succesivi)                                    | Donald Trump                      | 20 ianuarie 2025  |
| Porto Rico                       | Statele Unite ale Americii · (Stat liber asociat cu Statele Unite ale Americii, teritoriu neîncorporat, organizat) | Președinți ai Statelor Unite ale Americii (succesivi)                                    | Joe Biden                         | 20 ianuarie 2021  |
| Porto Rico                       | Statele Unite ale Americii · (Stat liber asociat cu Statele Unite ale Americii, teritoriu neîncorporat, organizat) | Guvernatori (succesivi)                                                                  | Jenniffer González Colón          | 2 ianuarie 2025   |
| Porto Rico                       | Statele Unite ale Americii · (Stat liber asociat cu Statele Unite ale Americii, teritoriu neîncorporat, organizat) | Guvernatori (succesivi)                                                                  | Pedro Pierluisi                   | 2 ianuarie 2021   |
| Samoa Americană                  | Statele Unite ale Americii · (Teritoriu neîncorporat, organizat)                                                   | Președinți ai Statelor Unite ale Americii (succesivi)                                    | Donald Trump                      | 20 ianuarie 2025  |
| Samoa Americană                  | Statele Unite ale Americii · (Teritoriu neîncorporat, organizat)                                                   | Președinți ai Statelor Unite ale Americii (succesivi)                                    | Joe Biden                         | 20 ianuarie 2021  |
| Samoa Americană                  | Statele Unite ale Americii · (Teritoriu neîncorporat, organizat)                                                   | Guvernatori (succesivi)                                                                  | Pula Nikolao Pula                 | 3 ianuarie 2025   |
| Samoa Americană                  | Statele Unite ale Americii · (Teritoriu neîncorporat, organizat)                                                   | Guvernatori (succesivi)                                                                  | Lemanu Peleti Mauga               | 3 ianuarie 2021   |
| Virgine Americane, Insulele      | Statele Unite ale Americii · (Teritoriu neîncorporat, organizat)                                                   | Președinți ai Statelor Unite ale Americii (succesivi)                                    | Donald Trump                      | 20 ianuarie 2025  |
| Virgine Americane, Insulele      | Statele Unite ale Americii · (Teritoriu neîncorporat, organizat)                                                   | Președinți ai Statelor Unite ale Americii (succesivi)                                    | Joe Biden                         | 20 ianuarie 2021  |
| Virgine Americane, Insulele      | Statele Unite ale Americii · (Teritoriu neîncorporat, organizat)                                                   | Guvernator                                                                               | Albert Bryan                      | 7 ianuarie 2019   |
| Wake, Insula ,                   | Statele Unite ale Americii · (Teritoriu neîncorporat, neorganizat, nelocuit)                                       | Președinți ai Statelor Unite ale Americii (succesivi)                                    | Donald Trump                      | 20 ianuarie 2025  |
| Wake, Insula ,                   | Statele Unite ale Americii · (Teritoriu neîncorporat, neorganizat, nelocuit)                                       | Președinți ai Statelor Unite ale Americii (succesivi)                                    | Joe Biden                         | 20 ianuarie 2021  |
| Wake, Insula ,                   | Statele Unite ale Americii · (Teritoriu neîncorporat, neorganizat, nelocuit)                                       | Administratori (succesivi)                                                               | William "Bill" Hague. (interimar) | mai 2025          |
| Wake, Insula ,                   | Statele Unite ale Americii · (Teritoriu neîncorporat, neorganizat, nelocuit)                                       | Administratori (succesivi)                                                               | John Brewer, Jr. (interimar)      | 20 ianuarie 2025  |
| Wake, Insula ,                   | Statele Unite ale Americii · (Teritoriu neîncorporat, neorganizat, nelocuit)                                       | Administratori (succesivi)                                                               | Carmen G. Cantor                  | 4 august 2022     |
| Wake, Insula ,                   | Statele Unite ale Americii · (Teritoriu neîncorporat, neorganizat, nelocuit)                                       | Guvernatori (succesivi)                                                                  | Shannon McGuire (interimară)      | 20 ianuarie 2025  |
| Wake, Insula ,                   | Statele Unite ale Americii · (Teritoriu neîncorporat, neorganizat, nelocuit)                                       | Guvernatori (succesivi)                                                                  | Peter Beshar                      | 18 martie 2022    |

## Teritorii speciale ale Regatului Țărilor de Jos
| Teritoriu                                 | Suveranitate și statut                                                                                     | Funcția                                                                           | Numele                  | Începând cu       |
| ----------------------------------------- | --- | --------------------------------------------------------------------------------- | ----------------------- | ----------------- |
| Aruba                                     | Țările de Jos · (Stat constitutiv al Regatului Țărilor de Jos)                                             | Rege al Țărilor de Jos                                                            | Willem-Alexander        | 30 aprilie 2013   |
| Aruba                                     | Țările de Jos · (Stat constitutiv al Regatului Țărilor de Jos)                                             | Guvernator                                                                        | Alfonso Boekhoudt       | 1 ianuarie 2017   |
| Aruba                                     | Țările de Jos · (Stat constitutiv al Regatului Țărilor de Jos)                                             | Prim-miniștri (miniștri președinți) (succesivi)                                   | Mike Eman               | 28 martie 2025    |
| Aruba                                     | Țările de Jos · (Stat constitutiv al Regatului Țărilor de Jos)                                             | Prim-miniștri (miniștri președinți) (succesivi)                                   | Evelyn Wever-Croes      | 17 noiembrie 2017 |
| Bonaire                                   | Țările de Jos · [Municipalitate specială (entitate publlică caraibiană) în cadrul statului Țările de Jos.] | Rege al Țărilor de Jos                                                            | Willem-Alexander        | 30 aprilie 2013   |
| Bonaire                                   | Țările de Jos · [Municipalitate specială (entitate publlică caraibiană) în cadrul statului Țările de Jos.] | Prim-ministru al Țărilor de Jos                                                   | Dick Schoof             | 2 iulie 2024      |
| Bonaire                                   | Țările de Jos · [Municipalitate specială (entitate publlică caraibiană) în cadrul statului Țările de Jos.] | Reprezentant național pentru entitățile publice Bonaire, Saba și Sfântul Eustatie | Jan Helmond (interimar) | 1 ianuarie 2018   |
| Bonaire                                   | Țările de Jos · [Municipalitate specială (entitate publlică caraibiană) în cadrul statului Țările de Jos.] | Locotenent guvernator (gezaghebber)                                               | John Soliano            | 1 august 2024     |
| Curaçao                                   | Țările de Jos · (Stat constitutiv al Regatului Țărilor de Jos)                                             | Rege al Țărilor de Jos                                                            | Willem-Alexander        | 30 aprilie 2013   |
| Curaçao                                   | Țările de Jos · (Stat constitutiv al Regatului Țărilor de Jos)                                             | Guvernatoare                                                                      | Lucille George-Wout     | 4 noiembrie 2013  |
| Curaçao                                   | Țările de Jos · (Stat constitutiv al Regatului Țărilor de Jos)                                             | Prim-ministru (ministru președinte)                                               | Gilmar Pisas            | 14 iunie 2021     |
| Saba                                      | Țările de Jos · [Municipalitate specială (entitate publlică caraibiană) în cadrul statului Țările de Jos]  | Rege al Țărilor de Jos                                                            | Willem-Alexander        | 30 aprilie 2013   |
| Saba                                      | Țările de Jos · [Municipalitate specială (entitate publlică caraibiană) în cadrul statului Țările de Jos]  | Prim-ministru al Țărilor de Jos                                                   | Dick Schoof             | 2 iulie 2024      |
| Saba                                      | Țările de Jos · [Municipalitate specială (entitate publlică caraibiană) în cadrul statului Țările de Jos]  | Reprezentant național pentru entitățile publice Bonaire, Saba și Sfântul Eustatie | Jan Helmond (interimar) | 1 ianuarie 2018   |
| Saba                                      | Țările de Jos · [Municipalitate specială (entitate publlică caraibiană) în cadrul statului Țările de Jos]  | Locotenent guvernator (gezaghebber)                                               | Jonathan G.A. Johnson   | 2 iulie 2008      |
| Sfântul Eustatie (Sint Eustatius)         | Țările de Jos · [Municipalitate specială (entitate publlică caraibiană) în cadrul statului Țările de Jos]  | Rege al Țărilor de Jos                                                            | Willem-Alexander        | 30 aprilie 2013   |
| Sfântul Eustatie (Sint Eustatius)         | Țările de Jos · [Municipalitate specială (entitate publlică caraibiană) în cadrul statului Țările de Jos]  | Prim-ministru al Țărilor de Jos                                                   | Dick Schoof             | 2 iulie 2024      |
| Sfântul Eustatie (Sint Eustatius)         | Țările de Jos · [Municipalitate specială (entitate publlică caraibiană) în cadrul statului Țările de Jos]  | Reprezentant național pentru entitățile publice Bonaire, Saba și Sfântul Eustatie | Jan Helmond (interimar) | 1 ianuarie 2018   |
| Sfântul Eustatie (Sint Eustatius)         | Țările de Jos · [Municipalitate specială (entitate publlică caraibiană) în cadrul statului Țările de Jos]  | Locotenent guvernator (gezaghebber)                                               | Alida Francis           | 10 februarie 2024 |
| Sfântul Martin [Sint Maarten (Nederland)] | Țările de Jos · (Stat constitutiv al Regatului Țărilor de Jos)                                             | Rege al Țărilor de Jos                                                            | Willem-Alexander        | 30 aprilie 2013   |
| Sfântul Martin [Sint Maarten (Nederland)] | Țările de Jos · (Stat constitutiv al Regatului Țărilor de Jos)                                             | Guvernator                                                                        | Ajamu G. Baly           | 10 octombrie 2022 |
| Sfântul Martin [Sint Maarten (Nederland)] | Țările de Jos · (Stat constitutiv al Regatului Țărilor de Jos)                                             | Prim-ministru (ministru președinte)                                               | Luc Mercelina           | 3 mai 2024        |

## Alte teritorii nesuverane
| Teritoriu                          | Suveranitate și statut                                                           | Funcția                                                                                            | Numele                                | Începând cu        |
| ---------------------------------- | -------------------------------------------------------------------------------- | -------------------------------------------------------------------------------------------------- | ------------------------------------- | ------------------ |
| Adjaria                            | Georgia · (Republică autonomă)                                                   | Președinte al Georgiei                                                                             | Mikheil Kavelashvili                  | 29 decembrie 2024  |
| Adjaria                            | Georgia · (Republică autonomă)                                                   | Președinte al Consiliului Suprem                                                                   | Davit Gabaidze                        | 28 octombrie 2016  |
| Adjaria                            | Georgia · (Republică autonomă)                                                   | Președinți ai guvernului (succesivi)                                                               | Sulkhan Tamazashvili                  | 7 aprilie 2025     |
| Adjaria                            | Georgia · (Republică autonomă)                                                   | Președinți ai guvernului (succesivi)                                                               | Tornike Rizhvadze                     | 21 iulie 2018      |
| Alo                                | Wallis și Futuna (Regat tradițional)                                             | Administrator superior al Wallis și Futuna                                                         | Blaise Gourtay                        | 21 august 2023     |
| Alo                                | Wallis și Futuna (Regat tradițional)                                             | Rege (Tu`i Agaifo)                                                                                 | Lino Leleivai                         | 29 noiembrie 2018  |
| Alo                                | Wallis și Futuna (Regat tradițional)                                             | Prim-ministru (Tiafo)                                                                              | Petelo Ekeni Vaitanaki                | 25 ianuarie 2019   |
| Antarctica                         | Statele semnatare ale Tratatului Antarcticii (Teritoriu cu statut intrenational) | Secretar Executiv al Secretariatului Tratatului Antarctic                                          | Albert Lluberas Bonaba (Uruguay)      | 1 septembrie 2017  |
| Antarctica Argentiniană            | Argentina · (Teritoriu revendicat)                                               | Președinte al Națiunii Argentiniene                                                                | Javier Milei                          | 10 decembrie 2023  |
| Antarctica Argentiniană            | Argentina · (Teritoriu revendicat)                                               | Guvernator al provinciei argentiniene Tierra del Fuego, Antarctica și Insulele Atlanticului de Sud | Juan Carlos Arcando                   | 9 decembrie 2019   |
| Antarctica Braziliană              | Brazilia · (Teritoriu revendicat informal)                                       | Președinte al Republicii Federale Brazilia                                                         | Luiz Inácio Lula da Silva             | 1 ianuarie 2023    |
| Antarctica Braziliană              | Brazilia · (Teritoriu revendicat informal)                                       | Coordonator al Comisiei Interministeriale Braziliene pentru Resurse Maritime                       | Marcos Sampaio Olsen                  | 5 ianuarie 2023    |
| Antarctica Chiliană                | Chile · (Teritoriu revendicat)                                                   | Președinte al Republicii Chile                                                                     | Gabriel Boric                         | 11 martie 2022     |
| Antarctica Chiliană                | Chile · (Teritoriu revendicat)                                                   | Delegatǎ prezidențialǎ provincialǎ                                                                 | María Luisa Muñoz Manquemilla         | 11 martie 2022     |
| Athos, Sfîntul Munte               | Grecia · (Republică monastică autonomă)                                          | Șef al statului                                                                                    | Giorgos Gerapetritis                  | 28 iunie 2023      |
| Athos, Sfîntul Munte               | Grecia · (Republică monastică autonomă)                                          | Administrator laic                                                                                 | Alkiviádis Stefanís                   | 13 august 2024     |
| Athos, Sfîntul Munte               | Grecia · (Republică monastică autonomă)                                          | Lider spiritual                                                                                    | Bartolomeu I                          | 22 octombrie 1991  |
| Athos, Sfîntul Munte               | Grecia · (Republică monastică autonomă)                                          | Protoi (succesivi)                                                                                 | géron Avraam (Mănăstirea Marea Lavră) | 14 iunie 2025      |
| Athos, Sfîntul Munte               | Grecia · (Republică monastică autonomă)                                          | Protoi (succesivi)                                                                                 | géron Symeón (Mănăstirea Dionisiu)    | 14 iunie 2024      |
| Azore, Insulele                    | Portugalia · (Regiune autonomă)                                                  | Președinte al Republicii Portugheze                                                                | Marcelo Rebelo de Sousa               | 9 martie 2016      |
| Azore, Insulele                    | Portugalia · (Regiune autonomă)                                                  | Reprezentant al Republicii Portugheze                                                              | Pedro Manuel dos Reis Alves Catarino  | 11 aprilie 2011    |
| Azore, Insulele                    | Portugalia · (Regiune autonomă)                                                  | Președinte al Guvernului                                                                           | José Manuel Bolieiro                  | 24 noiembrie 2020  |
| Åland, Insulele                    | Finlanda · (Regiune autonomă)                                                    | Președinte al Republicii Finlanda                                                                  | Alexander Stubb                       | 1 martie 2024      |
| Åland, Insulele                    | Finlanda · (Regiune autonomă)                                                    | Guvernatoare (Landshövding)                                                                        | Marine Holm-Johansson                 | 1 aprilie 2023     |
| Åland, Insulele                    | Finlanda · (Regiune autonomă)                                                    | Prim-ministru (lantråd)                                                                            | Katrin Sjögren                        | 11 decembrie 2023  |
| Badahșanul de Munte ,              | Tadjikistan · (Provincia autonomă)                                               | Președinte al Republicii Tadjikistan                                                               | Emomali Rahmon                        | 19 noiembrie 1992  |
| Badahșanul de Munte ,              | Tadjikistan · (Provincia autonomă)                                               | Președinte al Hukumat                                                                              | Alisher Khudoyberdi                   | 5 noiembrie 2021   |
| Bajo Nuevo, Bancul                 | Columbia · (Insulǎ nelocuitǎ)                                                    | Președinte al Republicii Columbia                                                                  | Gustavo Petro                         | 7 august 2022      |
| Bajo Nuevo, Bancul                 | Columbia · (Insulǎ nelocuitǎ)                                                    | Guvernator al departamentului San Andrés y Providencia                                             | Nicolás Gallardo Vásquez              | 1 ianuarie 2024    |
| Banaadir                           | Somalia · (Stat regional în cadrul Somaliei)                                     | Președinte al Republicii Federale Somalia                                                          | Hassan Sheikh Mohamud                 | 15 mai 2022        |
| Banaadir                           | Somalia · (Stat regional în cadrul Somaliei)                                     | Guvernator                                                                                         | Yusuf Hussein Jimale “Madaale”        | 7 septembrie 2022  |
| Bangsamoro                         | Filipine · (Regiune autonomă)                                                    | Președinte al Republicii Filipine                                                                  | Bongbong Marcos                       | 30 iunie 2022      |
| Bangsamoro                         | Filipine · (Regiune autonomă)                                                    | Wali (Guvernator)                                                                                  | Muslim Guiamaden                      | 13 martie 2024     |
| Bangsamoro                         | Filipine · (Regiune autonomă)                                                    | Miniștri Șefi (succesivi)                                                                          | Abdulraof Macacua                     | 12 martie 2025     |
| Bangsamoro                         | Filipine · (Regiune autonomă)                                                    | Miniștri Șefi (succesivi)                                                                          | Murad Ebrahim                         | 23 februarie 2019  |
| Barbuda                            | Antigua și Barbuda · (Depedență autonomă)                                        | Rege al Antiguei și Barbudei                                                                       | Charles al III-lea                    | 8 septembrie 2022  |
| Barbuda                            | Antigua și Barbuda · (Depedență autonomă)                                        | Guvernator general                                                                                 | sir Rodney Williams                   | 14 august 2014     |
| Barbuda                            | Antigua și Barbuda · (Depedență autonomă)                                        | Președinți ai Consiliului Barbudei (succesivi)                                                     | John Mussington                       | 7 aprilie 2025     |
| Barbuda                            | Antigua și Barbuda · (Depedență autonomă)                                        | Președinți ai Consiliului Barbudei (succesivi)                                                     | Devon Warner                          | 16 ianuarie 2024   |
| Bougainville, Insulele             | Papua Noua Guinee · (Regiune autonomă)                                           | Rege al Papua Noua Guinee                                                                          | Charles al III-lea                    | 8 septembrie 2022  |
| Bougainville, Insulele             | Papua Noua Guinee · (Regiune autonomă)                                           | Guvernator general al Papua Noua Guinee                                                            | sir Bob Dadae                         | 15 martie 2023     |
| Bougainville, Insulele             | Papua Noua Guinee · (Regiune autonomă)                                           | Președinte                                                                                         | Ishmael Toroama                       | 25 septembrie 2020 |
| Canare, Insulele                   | Spania · (Comunitate autonomă a Spaniei)                                         | Rege al Spaniei                                                                                    | Felipe al VI-lea                      | 17 iunie 2014      |
| Canare, Insulele                   | Spania · (Comunitate autonomă a Spaniei)                                         | Delegat al guvernului spaniol                                                                      | Anselmo Pestana Padrón                | 20 februarie 2020  |
| Canare, Insulele                   | Spania · (Comunitate autonomă a Spaniei)                                         | Președinte al Guvernului                                                                           | Fernando Clavijo Batlle               | 14 iulie 2023      |
| Carriacou și Petite Martinique     | Grenada · (Dependență de jure autonomă)                                          | Rege al Grenadei                                                                                   | Charles al III-lea                    | 8 septembrie 2022  |
| Carriacou și Petite Martinique     | Grenada · (Dependență de jure autonomă)                                          | Guvernatoare generală a Grenadei                                                                   | dame Cécile La Grenade                | 7 aprilie 2013     |
| Carriacou și Petite Martinique     | Grenada · (Dependență de jure autonomă)                                          | Ministru însărcinat cu Carriacou și Petite Martinique                                              | Tevin Andrews                         | 30 iunie 2022      |
| Ceuta                              | Spania · (Oraș autonom al Spaniei)                                               | Rege al Spaniei                                                                                    | Felipe al VI-lea                      | 17 iunie 2014      |
| Ceuta                              | Spania · (Oraș autonom al Spaniei)                                               | Delegatǎ a Guvernului spaniol                                                                      | Cristina Pérez Valero                 | 12 decembrie 2023  |
| Ceuta                              | Spania · (Oraș autonom al Spaniei)                                               | Primar președinte                                                                                  | Juan Jesús Vivas Lara                 | 7 februarie 2001   |
| Feroe, Insulele (Færøerne/Føroyar) | Danemarca · (Regiune autonomă)                                                   | Rege al Danemarcei                                                                                 | Frederic al X-lea                     | 14 ianuarie 2024   |
| Feroe, Insulele (Færøerne/Føroyar) | Danemarca · (Regiune autonomă)                                                   | Înalt comisar (Rigsombudsmand)                                                                     | Lene Moyell Johansen                  | 15 mai 2017        |
| Feroe, Insulele (Færøerne/Føroyar) | Danemarca · (Regiune autonomă)                                                   | Prim-ministru (Løgmað)                                                                             | Aksel V. Johannesen                   | 22 decembrie 2022  |
| Galapagos, Insulele                | Ecuador · (Provincie)                                                            | Președinte al Republicii Ecuador                                                                   | Daniel Noboa                          | 23 noiembrie 2023  |
| Galapagos, Insulele                | Ecuador · (Provincie)                                                            | Guvernator și președinte al consiliului de guvernare cu regim special                              | Edwin Byron Altamirano Trujillo       | 4 decembrie 2023   |
| Galmudug                           | Somalia · (Stat autonom în cadrul Somaliei)                                      | Președinte al Republicii Federale Somalia                                                          | Hassan Sheikh Mohamud                 | 15 mai 2022        |
| Galmudug                           | Somalia · (Stat autonom în cadrul Somaliei)                                      | Președinte                                                                                         | Ahmed Abdi Kariye                     | 2 februarie 2020   |
| Găgăuzia                           | Republica Moldova (District autonom)                                             | Președintǎ a Republicii Moldova                                                                    | Maia Sandu                            | 24 decembrie 2020  |
| Găgăuzia                           | Republica Moldova (District autonom)                                             | Guvernatoare (bașkan)                                                                              | Evghenia Guțul                        | 19 iulie 2023      |
| Gilgit-Baltistan                   | Pakistan · (Provincie autonomǎ)                                                  | Președinte al Republicii Pakistan                                                                  | Asif Ali Zardari ,                    | 10 martie 2024     |
| Gilgit-Baltistan                   | Pakistan · (Provincie autonomǎ)                                                  | Guvernator                                                                                         | Syed Mehdi Shah                       | 18 august 2022     |
| Gilgit-Baltistan                   | Pakistan · (Provincie autonomǎ)                                                  | Ministru Șef                                                                                       | Haji Gulbar Khan                      | 13 iulie 2023      |
| Groenlanda                         | Danemarca · (Regiune autonomă)                                                   | Rege al Danemarcei                                                                                 | Frederic al X-lea                     | 14 ianuarie 2024   |
| Groenlanda                         | Danemarca · (Regiune autonomă)                                                   | Înalt comisar (Rigsombudsmandur)                                                                   | Julie Præst Wilche                    | 1 mai 2022         |
| Groenlanda                         | Danemarca · (Regiune autonomă)                                                   | Premieri (conducători ai Guvernului Landsstyreformanden) (succesivi)                               | Jens Frederik Nielsen                 | 28 martie 2025     |
| Groenlanda                         | Danemarca · (Regiune autonomă)                                                   | Premieri (conducători ai Guvernului Landsstyreformanden) (succesivi)                               | Múte B. Egede                         | 23 aprilie 2021    |
| Hirshabeelle                       | Somalia · (Stat autonom în cadrul Somaliei)                                      | Președinte al Republicii Federale Somalia                                                          | Hassan Sheikh Mohamud                 | 15 mai 2022        |
| Hirshabeelle                       | Somalia · (Stat autonom în cadrul Somaliei)                                      | Președinte                                                                                         | Ali Abdullahi Hussein ,               | 2 noiembrie 2020   |
| Hong Kong                          | China (Regiune administrativă specială)                                          | Președinte al Republicii Populare Chineze                                                          | Xi Jinping                            | 14 martie 2013     |
| Hong Kong                          | China (Regiune administrativă specială)                                          | Șef al executivului                                                                                | John Lee                              | 1 iulie 2022       |
| Jubaland                           | Somalia · (Stat autonom în cadrul Somaliei)                                      | Președinte al Republicii Federale Somalia                                                          | Hassan Sheikh Mohamud                 | 15 mai 2022        |
| Jubaland                           | Somalia · (Stat autonom în cadrul Somaliei)                                      | Președinte                                                                                         | Sheikh Ahmed Mohamed Islam "Madobe" , | 20 ianuarie 2014   |
| Karakalpakstan                     | Uzbekistan · (Republică autonomă)                                                | Președinte al Republicii Uzbekistan                                                                | Shavkat Mirziyoyev ,                  | 8 septembrie 2016  |
| Karakalpakstan                     | Uzbekistan · (Republică autonomă)                                                | Președinte al Jokargy Kenes                                                                        | Amanbay Orynbayev                     | 26 august 2022     |
| Karakalpakstan                     | Uzbekistan · (Republică autonomă)                                                | Președinte al Consiliului de Miniștri                                                              | Amanbai Orynbayev                     | 26 august 2022     |
| Khatumo                            | Somalia · (Provincii administrate separat în cadrul Somaliei)                    | transformat în statul regional Somalia de Nord-Est                                                 |                                       | 30 iulie 2025      |
| Khatumo                            | Somalia · (Provincii administrate separat în cadrul Somaliei)                    | Președinte al Somaliei                                                                             | Hassan Sheikh Mohamud                 | 15 mai 2022        |
| Khatumo                            | Somalia · (Provincii administrate separat în cadrul Somaliei)                    | Președinte al Comitetului Central Administrativ al Sool, Sanaag și Cayn-Khatumo                    | Abdikhadir Ahmed Aw Ali               | 5 august 2023      |
| Kurdistanul Irakian                | Irak · (Regiune autonomă)                                                        | Președinte al Republicii Irak                                                                      | Abdul Latif Rașid                     | 13 octombrie 2022  |
| Kurdistanul Irakian                | Irak · (Regiune autonomă)                                                        | Președinte                                                                                         | Nechervan Barzani                     | 10 iunie 2019      |
| Kurdistanul Irakian                | Irak · (Regiune autonomă)                                                        | Prim-ministru                                                                                      | Masrour Barzani                       | 10 iulie 2019      |
| Macao                              | China (Regiune administrativă specială)                                          | Președinte al Republicii Populare Chineze                                                          | Xi Jinping                            | 14 martie 2013     |
| Macao                              | China (Regiune administrativă specială)                                          | Șef al executivului                                                                                | Sam Hou Fai                           | 20 decembrie 2024  |
| Madeira, Insulele                  | Portugalia · (Regiune autonomă)                                                  | Președinte al Republicii Portugheze                                                                | Marcelo Rebelo de Sousa               | 9 martie 2016      |
| Madeira, Insulele                  | Portugalia · (Regiune autonomă)                                                  | Reprezentant al Republicii Portugheze                                                              | Irineu Cabral Barreto                 | 11 aprilie 2011    |
| Madeira, Insulele                  | Portugalia · (Regiune autonomă)                                                  | Președinte al Guvernului                                                                           | Miguel Albuquerque                    | 20 aprilie 2015    |
| Melilla                            | Spania · (Oraș autonom al Spaniei)                                               | Rege al Spaniei                                                                                    | Felipe al VI-lea                      | 17 iunie 2014      |
| Melilla                            | Spania · (Oraș autonom al Spaniei)                                               | Delegatǎ a Guvernului spaniol                                                                      | Sabrina Moh Abdelkader                | 19 iunie 2018      |
| Melilla                            | Spania · (Oraș autonom al Spaniei)                                               | Primar președinte                                                                                  | Juan José Imbroda Ortiz               | 11 iulie 2023      |
| Nahicivan (Naxcivan)               | Azerbaidjan · (Republică autonomă)                                               | Președinte al Republicii Azerbaidjan                                                               | Ilham Aliyev ,                        | 15 octombrie 2003  |
| Nahicivan (Naxcivan)               | Azerbaidjan · (Republică autonomă)                                               | Reprezentant al președintelui Republicii Azerbaidjan                                               | Fuad Nacafli                          | 22 decembrie 2022  |
| Nahicivan (Naxcivan)               | Azerbaidjan · (Republică autonomă)                                               | Președinte al Consiliului Suprem                                                                   | Bakhtiyar Mammadov (interimar)        | 26 septembrie 2024 |
| Nahicivan (Naxcivan)               | Azerbaidjan · (Republică autonomă)                                               | Prim-ministru                                                                                      | Jeyhun Jalilov                        | 26 aprilie 2024    |
| Nevis, Insula                      | Sfântul Cristofor și Nevis · (Insulă autonomă)                                   | Rege al Sfântului Cristofor și Nevisului                                                           | Charles al III-lea                    | 8 septembrie 2022  |
| Nevis, Insula                      | Sfântul Cristofor și Nevis · (Insulă autonomă)                                   | Guvernatoare generală a Sfântului Cristofor și Nevisului                                           | dame Marcella Liburd                  | 2 februarie 2023   |
| Nevis, Insula                      | Sfântul Cristofor și Nevis · (Insulă autonomă)                                   | Viceguvernatoare generalǎ                                                                          | Hyleta Liburd                         | 31 august 2018     |
| Nevis, Insula                      | Sfântul Cristofor și Nevis · (Insulă autonomă)                                   | Prim-ministru                                                                                      | Mark Brantley                         | 19 decembrie 2017  |
| Paștelui, Insula                   | Chile · (Provincie)                                                              | Președinte al Republicii Chile                                                                     | Gabriel Boric                         | 11 martie 2022     |
| Paștelui, Insula                   | Chile · (Provincie)                                                              | Delegatǎ prezidențialǎ provincialǎ                                                                 | Juliette Hotus Paoa                   | 11 martie 2022     |
| Paștelui, Insula                   | Chile · (Provincie)                                                              | Primar                                                                                             | Pedro Edmunds Paoa                    | noiembrie 2012     |
| Principe, Insula                   | São Tomé și Príncipe · (Provincie cu autoguvernare)                              | Președinte al Republicii Sao Tome și Principe                                                      | Carlos Vila Nova                      | 2 octombrie 2021   |
| Principe, Insula                   | São Tomé și Príncipe · (Provincie cu autoguvernare)                              | Președinte al guvernului regional                                                                  | Filipe Nascimento                     | 18 august 2020     |
| Prințul Eduard, Insulele           | Africa de Sud · (Insule izolate și nelocuite atașate orașului Cape Town)         | Președinte al Republicii Africa de Sud                                                             | Cyril Ramaphosa                       | 14 februarie 2018  |
| Prințul Eduard, Insulele           | Africa de Sud · (Insule izolate și nelocuite atașate orașului Cape Town)         | Primar al orașului Cape Town                                                                       | Geordin Hill-Lewis                    | 18 noiembrie 2021  |
| Prințul Eduard, Insulele           | Africa de Sud · (Insule izolate și nelocuite atașate orașului Cape Town)         | Directoare a Infrastructurii de Cercetare Polară a Africii de Sud (SAPRI)                          | Juliet Hermes                         | 2022               |
| Puntland                           | Somalia · (Stat autonom în cadrul Somaliei)                                      | Președinte al Republicii Federale Somalia                                                          | Hassan Sheikh Mohamud                 | 15 mai 2022        |
| Puntland                           | Somalia · (Stat autonom în cadrul Somaliei)                                      | Președinte                                                                                         | Said Abdullahi Deni                   | 8 ianuarie 2019    |
| Rodrigues, Insula                  | Mauritius · (Insulă autonomă)                                                    | Președinte al Republicii Mauritius                                                                 | Dharam Gokhool                        | 7 decembrie 2024   |
| Rodrigues, Insula                  | Mauritius · (Insulă autonomă)                                                    | Comisar Șef                                                                                        | Franceau Grandcourt                   | 6 martie 2024      |
| Rodrigues, Insula                  | Mauritius · (Insulă autonomă)                                                    | Director General                                                                                   | Jean-Claude Pierre-Louis              | 21 martie 2022     |
| Rosalind, Bancul                   | Columbia · (Atol submers nelocuit)                                               | Președinte al Republicii Columbia                                                                  | Gustavo Petro                         | 7 august 2022      |
| Rosalind, Bancul                   | Columbia · (Atol submers nelocuit)                                               | Guvernator al departamentului San Andrés y Providencia                                             | Nicolás Gallardo Vásquez              | 1 ianuarie 2024    |
| Serranilla, Bancul                 | Columbia · (Insulǎ nelocuitǎ)                                                    | Președinte al Republicii Columbia                                                                  | Gustavo Petro                         | 7 august 2022      |
| Serranilla, Bancul                 | Columbia · (Insulǎ nelocuitǎ)                                                    | Guvernator al departamentului San Andrés y Providencia                                             | Nicolás Gallardo Vásquez              | 1 ianuarie 2024    |
| Sigavé                             | Wallis și Futuna (Regat tradițional)                                             | Administrator superior al Wallis și Futuna                                                         | Blaise Gourtay                        | 21 august 2023     |
| Sigavé                             | Wallis și Futuna (Regat tradițional)                                             | Rege (Sau)                                                                                         | Eufenio Takala                        | 5 martie 2016      |
| Sigavé                             | Wallis și Futuna (Regat tradițional)                                             | Prim-ministru (Kaifakaului)                                                                        | Emiliano Keletaon                     | 30 ianuarie 2019   |
| Somalia de Nord-Est                | Somalia · (Stat regional în cadrul Somaliei)                                     | Președinte al Somaliei                                                                             | Hassan Sheikh Mohamud                 | 15 mai 2022        |
| Somalia de Nord-Est                | Somalia · (Stat regional în cadrul Somaliei)                                     | Șef de stat                                                                                        | Ali Abdullahi "Gaboobe" (interimar)   | 30 iulie 2025      |
| Somalia de Sud-Vest                | Somalia · (Stat autonom în cadrul Somaliei)                                      | Președinte al Republicii Federale Somalia                                                          | Hassan Sheikh Mohamud                 | 5 mai 2022         |
| Somalia de Sud-Vest                | Somalia · (Stat autonom în cadrul Somaliei)                                      | Președinte                                                                                         | Abdiaziz Hassan Mohamed               | 19 decembrie 2018  |
| Tobago, Insula                     | Trinidad și Tobago (Regiune autonomă)                                            | Președintǎ a Republicii Trinidad și Tobago                                                         | Christine Kangaloo                    | 20 martie 2023     |
| Tobago, Insula                     | Trinidad și Tobago (Regiune autonomă)                                            | Secretar șef al Camerii Adunării                                                                   | Farley Chavez Augustine               | 9 decembrie 2021   |
| Uvea                               | Wallis și Futuna (Regat tradițional)                                             | Administrator superior al Wallis și Futuna                                                         | Blaise Gourtay                        | 21 august 2023     |
| Uvea                               | Wallis și Futuna (Regat tradițional)                                             | Rege (Lavelua)                                                                                     | Patalione Kanimoa                     | 17 aprilie 2016    |
| Uvea                               | Wallis și Futuna (Regat tradițional)                                             | Prim-ministru (Kalae Kivalu)                                                                       | Mikaele Halagahu                      | 17 aprilie 2016    |
| Voivodina                          | Serbia · (Provincie autonomă)                                                    | Președinte al Republicii Serbia                                                                    | Aleksandar Vučić                      | 31 mai 2017        |
| Voivodina                          | Serbia · (Provincie autonomă)                                                    | Președinte al Adunǎrii                                                                             | Balint Juhas                          | 25 aprilie 2024    |
| Voivodina                          | Serbia · (Provincie autonomă)                                                    | Președintǎ a Guvernului                                                                            | Maja Gojković                         | 8 mai 2024         |
| Zanzibar, Arhipelagul              | Tanzania · (Entitate administrativă autonomă)                                    | Președintǎ a Republicii Tanzania                                                                   | Samia Suluhu                          | 17 martie 2021     |
| Zanzibar, Arhipelagul              | Tanzania · (Entitate administrativă autonomă)                                    | Președinte                                                                                         | Hussein Mwinyi                        | 3 noiembrie 2020   |

## Teritorii nesuverane neutre sau cu statut contestat
| Teritoriu         | Suveranitate și statut |
| ----------------- | --- |
| Paracel, Insulele | Arhipelag ocupat de facto de Republica Populară Chineză. Revendicat de Taiwan și de Vietnam. |
| Spratly, Insulele | Arhipelag revendicat integral de Republica Populară Chineză, Taiwan și Vietnam. Porțiuni revendicate de Filipine și Malaezia. Brunei revendică o zonă de pescuit care se suprapune peste insulele de sud dar nu a formulat revendicări formale. 45 de insule sunt ocupate de mici forțe militare ale Republicii Populare Chineze, Taiwanului, Filipinelor și Malaeziei. |
| Țara Marie Byrd   | Teritoriu nerevendicat, considerat ca aparținând Statelor Unite ale Americii, deși nu există o revendicare formală. |

## Guverne în exil și / sau alterantive
| Entitate                                                       | Suveranitate recunoscută Internațional În concurență cu (Statut) | Funcția                                                                         | Numele                                                                                                 | Începând cu        |  |
| -------------------------------------------------------------- | --- | ------------------------------------------------------------------------------- | --- | ------------------ |  |
| Republica Autonemă Abhazia (vezi și : §2)                      | Georgia · Guvernul Republicii independente Abhazia · (Guvernul Republicii Autoneme Abhazia) | Președinte al Consliului Suprem                                                 | Jemal Gamakharia                                                                                       | 8 aprilie 2019     |  |
| Republica Autonemă Abhazia (vezi și : §2)                      | Georgia · Guvernul Republicii independente Abhazia · (Guvernul Republicii Autoneme Abhazia) | Președinți ai Guvernului (succesivi)                                            | Giorgi Jincharadze                                                                                     | 11 iunie 2025      |  |
| Republica Autonemă Abhazia (vezi și : §2)                      | Georgia · Guvernul Republicii independente Abhazia · (Guvernul Republicii Autoneme Abhazia) | Președinți ai Guvernului (succesivi)                                            | Levan Mgaloblishvili                                                                                   | 18 septembrie 2024 |  |
| Republica Islamică Afganistan                                  | Emiratul Islamic Afganistan Guvernul Emiratului Islamic Afganistan (Guvernul în exil al Republicii Islamice Afganistan)                                                                                 | Președinte                                                                      | Amrullah Saleh (interimar)                                                                             | 6 septembrie 2021  |  |
| Artsakh, Republica                                             | Azerbaidjan · Guvernul Republicii Azerbaidjan · Administrația unor districte ale Republicii Azerbaidjan · (Guvernul în exil al Republicii Artsakh)                                                      | Președinte                                                                      | Samvel Shahramanyan                                                                                    | 10 ianuarie 2024   |  |
| Artsakh, Republica                                             | Azerbaidjan · Guvernul Republicii Azerbaidjan · Administrația unor districte ale Republicii Azerbaidjan · (Guvernul în exil al Republicii Artsakh)                                                      | Ministru de Stat                                                                | Artur Arutyunyan                                                                                       | 1 ianuarie 2024    |  |
| Belarus                                                        | Belarus · Guvernul Republicii Belarus · Republica Populară Belarus · (Guvern în exil) | Președintă a Radei                                                              | Ivonka Survilla                                                                                        | 1997               |  |
| Belarus                                                        | Belarus · Guvernul Republicii Belarus · Administrația Popularǎ Anticrizǎ · (Organizație de tip guvern din umbrǎ.)                                                                                       | Președintă a Consiliului de coordonare                                          | Svetlana Tihanovskaia                                                                                  | 14 august 2020     |  |
| Belarus                                                        | Belarus · Guvernul Republicii Belarus · Administrația Popularǎ Anticrizǎ · (Organizație de tip guvern din umbrǎ.)                                                                                       | Șef al Administrației Populare Anticrizǎ                                        | Pavel Latușko                                                                                          | 26 octombrie 2020  |  |
| Belarus                                                        | Belarus · Guvernul Republicii Belarus · Cabinetul Unit de Tranziție · (Guvern alteranativ în exil) | Președintă a Consiliului de coordonare                                          | Svetlana Tihanovskaia                                                                                  | 14 august 2020     |  |
| Belarus                                                        | Belarus · Guvernul Republicii Belarus · Cabinetul Unit de Tranziție · (Guvern alteranativ în exil) | Șefǎ a Cabinetului Unit de Tranziție                                            | Svetlana Tihanovskaia                                                                                  | 9 august 2022      |  |
| Guvernul de Unitate Națională al Birmaniei                     | Birmania · Guvernul interimar al Republicii Uniunii Birmania · (Guvern alternatv provizoriu) | Președinți                                                                      | Win Myint , (corevendicator ȋncepȃnd cu 16 aprilie 2021)                                               | 16 aprilie 2021    |  |
| Guvernul de Unitate Națională al Birmaniei                     | Birmania · Guvernul interimar al Republicii Uniunii Birmania · (Guvern alternatv provizoriu) | Președinți                                                                      | Duwa Lashi La (interimar) (corevendicator ȋncepȃnd cu 16 aprilie 2021)                                 | 16 aprilie 2021    |  |
| Guvernul de Unitate Națională al Birmaniei                     | Birmania · Guvernul interimar al Republicii Uniunii Birmania · (Guvern alternatv provizoriu) | Șefi ai guvernului                                                              | Aung San Suu Kyi , (consilierǎ de Stat - prim-ministru) (corevendicatoare ȋncepȃnd cu 16 aprilie 2021) | 16 aprilie 2021    |  |
| Guvernul de Unitate Națională al Birmaniei                     | Birmania · Guvernul interimar al Republicii Uniunii Birmania · (Guvern alternatv provizoriu) | Șefi ai guvernului                                                              | Mahn Win Khaing Than , (prim-ministru) (corevendicator ȋncepȃnd cu 16 aprilie 2021)                    | 16 aprilie 2021    |  |
| Crimeea                                                        | Ucraina · Guvernul Federației Ruse · Republica Crimeea din cadrul Frderației Ruse · (Administrația în exil a Republicii Autonome Crimea)                                                                | Președinte al Ucrainei                                                          | Volodymyr Zelensky                                                                                     | 20 mai 2019        |  |
| Crimeea                                                        | Ucraina · Guvernul Federației Ruse · Republica Crimeea din cadrul Frderației Ruse · (Administrația în exil a Republicii Autonome Crimea)                                                                | Reprezentantǎ a președintelui Ucrainei                                          | Tamila Tasheva                                                                                         | 25 aprilie 2022    |  |
| Guvernul Alternativ al Estoniei                                | Estonia · Guvernul Republicii Estonia · (Guvern succesor al guvernului în exil din timpul ocupației sovietice)                                                                                          | Președinte                                                                      | Kalev Ots                                                                                              | noiembrie 2003     |  |
| Guvernul Alternativ al Estoniei                                | Estonia · Guvernul Republicii Estonia · (Guvern succesor al guvernului în exil din timpul ocupației sovietice)                                                                                          | Prim-ministru                                                                   | Edgar Salin (prim ministru adjunct)                                                                    | 8 iulie 2019       |  |
| Gaza, Fȃșia (vezi și : §6)                                     | Autoritatea Națională Palestiniană Guvernul Autoritǎții Naționale Palestiniene (Guvern al Hamas ȋn Fâșia Gaza)                                                                                          | Președinte al Comitetului guvernamental pentru gestionarea problemelor din Gaza | funcție vacantă                                                                                        | 19 martie 2025     |  |
| Gaza, Fȃșia (vezi și : §6)                                     | Autoritatea Națională Palestiniană Guvernul Autoritǎții Naționale Palestiniene (Guvern al Hamas ȋn Fâșia Gaza)                                                                                          | Președinte al Comitetului guvernamental pentru gestionarea problemelor din Gaza | Issam al-Da’alis                                                                                       | 15 iunie 2021      |  |
| Opoziția georgianǎ                                             | Georgia · Guvernul Republicii Georgia · (Guvern alternativ) | Președintǎ                                                                      | Salome Zurabishvili                                                                                    | 29 decembrie 2024  |  |
| Opoziția georgianǎ                                             | Georgia · Guvernul Republicii Georgia · (Guvern alternativ) | Prim ministru                                                                   | funcție vacantă                                                                                        | 29 decembrie 2024  |  |
| Administrația sârbă a Kosovo                                   | Serbia sau Kosovo · Guvernul Republicii Kosovo · (Provincia Autonomă Kosovo și Metohia din cadrul Republicii Serbia)                                                                                    | Director al Biroului pentru Kosovo și Metohia                                   | Petar Petković                                                                                         | 9 octombrie 2020   |  |
| Administrația sârbă a Kosovo                                   | Serbia sau Kosovo · Guvernul Republicii Kosovo · (Provincia Autonomă Kosovo și Metohia din cadrul Republicii Serbia)                                                                                    | Prefect al distrctului Kosovo                                                   | Srđan Popović                                                                                          | 18 noiembrie 2021  |  |
| Administrația sârbă a Kosovo                                   | Serbia sau Kosovo · Guvernul Republicii Kosovo · (Provincia Autonomă Kosovo și Metohia din cadrul Republicii Serbia)                                                                                    | Prefect al distrctului Kosovo-Pomoravlje                                        | Davor Petković                                                                                         | 26 august 2021     |  |
| Administrația sârbă a Kosovo                                   | Serbia sau Kosovo · Guvernul Republicii Kosovo · (Provincia Autonomă Kosovo și Metohia din cadrul Republicii Serbia)                                                                                    | Prefect al distrctului Kosovska Mitrovica                                       | Vučina Janković                                                                                        | 16 august 2021     |  |
| Administrația sârbă a Kosovo                                   | Serbia sau Kosovo · Guvernul Republicii Kosovo · (Provincia Autonomă Kosovo și Metohia din cadrul Republicii Serbia)                                                                                    | Prefect al distrctului Peć                                                      | Milo Stevanović                                                                                        | 21 martie 2020     |  |
| Administrația sârbă a Kosovo                                   | Serbia sau Kosovo · Guvernul Republicii Kosovo · (Provincia Autonomă Kosovo și Metohia din cadrul Republicii Serbia)                                                                                    | Prefect al distrctului Prizren                                                  | Saško Petković (interimar)                                                                             | 14 noiembrie 2023  |  |
| Administrația Autonomă a Siriei de Nord și Est ,               | Siria Guvernul sirian de tranziție Administrațiile unor guvernorate ale Republicii Arabe Siriene (Regiune autonomă autoproclamată)                                                                      | Copreședinți ai Consiliului Executiv                                            | Avin Sweid și Hussein Osman                                                                            | 14 martie 2024     |  |
| Guvernul Stabilității Naționale al Libiei                      | Libia · Guvernul de Unitate Națională al Libiei · (Guvern alternativ aprobat de Camera Reprezentanților din Libia și susținut de Armata Națională Libiană)                                              | Șef de stat                                                                     | funcție vacantă                                                                                        | 14 august 2024     |  |
| Guvernul Stabilității Naționale al Libiei                      | Libia · Guvernul de Unitate Națională al Libiei · (Guvern alternativ aprobat de Camera Reprezentanților din Libia și susținut de Armata Națională Libiană)                                              | Prim-ministru                                                                   | Osama Saad Hammad Saleh (interimar) (corevendicator ȋncepȃnd cu 16 mai 2023)                           | 16 mai 2023        |  |
| Insulelor Moluce de Sud, Republica (Republica Maluku Selantan) | Indonezia · Guvernul Republicii Indonezia · Administrația provinciei Maluku din cadrul Republicii Indonezia · (Guvernul în exil al Republicii Maluku Selantan)                                          | Președinte                                                                      | John Wattilete                                                                                         | 17 aprilie 2010    |  |
| Entitatea Provizorie Osetia de Sud (vezi și : §2)              | Georgia · Guvernul Republicii independente Osetia de Sud-Alania · (Guvernul Entității Provizorii Osetia de Sud)                                                                                         | Șef al Administrației Provizorii                                                | Tamaz Bestaev                                                                                          | 4 noiembrie 2022   |  |
| Guvernul Interimar al Siriei                                   | Siria Guvernul sirian de tranziție (Guvern al opoziției siriene) | guvern autodizolvat                                                             | | 29 martie 2025     |  |
| Guvernul Interimar al Siriei                                   | Siria Guvernul sirian de tranziție (Guvern al opoziției siriene) | Președinte al Coaliției Naționale a Forțelor de Opoziție și a Revoluției        | Hadi Al Bahra                                                                                          | 14 septembrie 2023 |  |
| Guvernul Interimar al Siriei                                   | Siria Guvernul sirian de tranziție (Guvern al opoziției siriene) | Prim-ministru                                                                   | funcție desființată                                                                                    | 31 ianuarie 2025   |  |
| Guvernul Interimar al Siriei                                   | Siria Guvernul sirian de tranziție (Guvern al opoziției siriene) | Prim-ministru                                                                   | Abdurrahman Mustafa , (interimar) (corevendicator din 30 iunie 2019 până în 9 decembrie 2024)          | 30 iunie 2019      |  |
| Guvernul Pǎcii și Unitǎții al Sudanului                        | Sudan Guvernul Consiliului de Tranziție al Suveranității al Sudanului Administrațiile unor state ale Republicii Sudan (Guvern instituit de Alianța Fondatoare a Sudanului)                              | Președinte al Consiliului Prezidențial                                          | Mohamed Hamdan Dagalo . (corevendicator ȋncepȃnd cu 23 aprilie 2018)                                   | 15 aprilie 2025    |  |
| Guvernul Pǎcii și Unitǎții al Sudanului                        | Sudan Guvernul Consiliului de Tranziție al Suveranității al Sudanului Administrațiile unor state ale Republicii Sudan (Guvern instituit de Alianța Fondatoare a Sudanului)                              | Prim-ministru                                                                   | Mohamed Hassan al-Taishi                                                                               | 26 iulie 2025      |  |
| Guvernul Pǎcii și Unitǎții al Sudanului                        | Sudan Guvernul Consiliului de Tranziție al Suveranității al Sudanului Administrațiile unor state ale Republicii Sudan (Guvern instituit de Alianța Fondatoare a Sudanului)                              | Prim-ministru                                                                   | funcție vacantă                                                                                        | 15 aprilie 2025    |  |
| Administrația Centrală Tibetană                                | China Guvernul Republicii Populare Chineze Administeația Regiunii autonome Xizang din cadrul Republicii Populare Chineze (Guvern în exil)                                                               | Dalai Lama                                                                      | Tenzin Gyatso                                                                                          | 25 august 1939     |  |
| Administrația Centrală Tibetană                                | China Guvernul Republicii Populare Chineze Administeația Regiunii autonome Xizang din cadrul Republicii Populare Chineze (Guvern în exil)                                                               | Președinte al Administrației Centrale (Sikyong)                                 | Penpa Tsering                                                                                          | 27 mai 2021        |  |
| Guvernul Schimbării și Construcției al Yemenului               | Yemen Guvernul Republicii Yemen (Guvern alternativ instituit de Consiliul Politic Suprem al Yemenului)                                                                                                  | Președinte al Consiliului Politic Suprem                                        | Mahdi al-Mushat , . (corevendicator ȋncepȃnd cu 23 aprilie 2018)                                       | 23 aprilie 2018    |  |
| Guvernul Schimbării și Construcției al Yemenului               | Yemen Guvernul Republicii Yemen (Guvern alternativ instituit de Consiliul Politic Suprem al Yemenului)                                                                                                  | Prim-ministru                                                                   | Ahmed al Rahawi (corevendicator ȋncepȃnd cu 10 august 2024)                                            | 10 august 2024     |  |
| Consiliul de Tranziție al Sudului Yemenului                    | Yemen · Guvernul Republicii Yemen · Guvernul Schimbării și Construcției al Yemenului · Administrațiile unor guvernorate ale Republicii Yemen · (Guvernul Consiliului de Tranziție al Sudului Yemenului) | Președinte al Comisiei Prezidențiale                                            | Aidarus al-Zoubaidi                                                                                    | 11 mai 2017        |  |